# Kritik an Konfuzius-Instituten
Das Programm des Konfuzius-Instituts, das 2004 mit dem Aufbau von Zentren für Chinesischunterricht begann, war während seiner internationalen Ausbreitung Gegenstand von Kritik, Bedenken und Kontroversen.
Viele dieser Bedenken ergeben sich aus dem Verhältnis der Konfuzius-Institute zu den Behörden der Kommunistischen Partei Chinas, was zu Kritik an der Untergrabung der akademischen Freiheit an den Gastuniversitäten, der Beteiligung an Industrie- und Militärspionage, der Überwachung chinesischer Studenten im Ausland und dem Versuch, die politische Tagesordnung der chinesischen Regierung in kontroversen Fragen wie den Menschenrechten, Taiwan, Tibet und Falun Gong voranzubringen, führte. Weitere Bedenken bestehen hinsichtlich der finanziellen und akademischen Tragfähigkeit der Institute, der Qualität der Lehre und der Beziehungen zu den chinesischen Partneruniversitäten.
Konfuzius-Institute haben ihre Einrichtungen verteidigt und mit anderen Kulturförderorganisationen wie Alliance française und dem Goethe-Institut verglichen. Im Gegensatz zum Alliance francaise oder dem Goethe-Institut sind viele Konfuzius-Institute jedoch unmittelbar auf dem Universitätsgelände tätig, was zu einzigartigen Bedenken hinsichtlich der akademischen Freiheit und des politischen Einflusses führt. Einige Beobachter haben festgestellt, dass sich die Konfuzius-Institute weitgehend auf den Unterricht von Kultur- und Sprachprogrammen beschränken, und die Mitarbeiter der Institute sehen politische und kontroverse Themen wie Menschenrechte und Demokratie eher als außerhalb des Rahmens der Aufgaben eines Konfuzius-Instituts.

## Hintergrund
Das Programm des Konfuzius-Instituts begann im Jahr 2004 und wird vom quasi-staatlichen Büro des chinesischen Sprachrats International (umgangssprachlich Hanban) finanziert, das von dem Politbüromitglied und der Vizeministerpräsidentin Liu Yandong, der ehemaligen Leiterin der Zentralabteilung Vereinigte Arbeitsfront des Zentralkomitees der Kommunistischen Partei Chinas geleitet wird. Hanban wird von einem „Rat hoher Staats- und Parteifunktionäre“ regiert, der sich aus einer Vielzahl von Partei- und Staatsministerien zusammensetzt, darunter dem Außenministerium, dem Bildungsamt und dem Informationsbüro des Staatsrates (auch bekannt als Amt für ausländische Propaganda). Marshall Sahlins von der University of Chicago beschreibt Hanban als „ein Instrument des Parteistaates, der als internationale pädagogische Organisation agiert.“ Die Institute arbeiten mit lokalen Partnerhochschulen und Universitäten auf der ganzen Welt zusammen. Das zugehörige Konfuzius-Klassenzimmerprogramm arbeitet mit Sekundarschulen und Schulbezirken zusammen, um chinesische Sprachlehrer und Unterrichtsmaterialien zur Verfügung zu stellen.
Das Konfuzius-Institut ist schnell von einem Universitätsgelände in Seoul im Jahr 2004 auf über 400 weltweit im Jahr 2013 angewachsen, und der Widerstand gegen das Programm „ist fast ebenso stark gewachsen“. Kritiker haben Konfuzius-Institute beschuldigt, restriktive Einstellungspraktiken zu haben und „Propaganda“ über Themen wie die Legitimität des taiwanesischen Staates und die Ursprünge des Koreakrieges zu verbreiten.
Eine große Anzahl der ersten Konfuzius-Institute, die außerhalb Chinas eröffnet wurden, wurden ebenfalls mit Annäherungsversuchen im wirtschaftlichen oder diplomatischen Bereich in Zusammenhang gebracht. Dennoch steht außer Frage, dass die große Verbreitung dieser Institute, die in den Vereinigten Staaten so bekannt geworden sind, dies auf die Parodie von Jon Stewarts The Daily Show zurückzuführen sei. Lionel Jensen, Mit-Autor des Buches: China in und beyond the Headlines, stellte fest, dass dies als Beweis für diese „spektakuläre Verbreitung“ der Konfuzius-Institute in den Vereinigten Staaten angesehen werden kann.

## Zielsetzung
Konfuzius-Institute haben es sich zur Aufgabe gemacht, die Kenntnis der chinesischen Sprache und Kultur im Ausland zu fördern und die wirtschaftliche und handelspolitische Zusammenarbeit zu fördern. Im Rahmen der außenpolitischen Ziele der Kommunistischen Partei Chinas dienen die Institute als Werkzeuge der Kulturdiplomatie, um Chinas Soft Power (weiche Macht) im Ausland zu stärken.
Die amtliche Literatur der Kommunistischen Partei beschreibt die Institute im Kontext von Hu Jintaos Soft-Power-Initiativen, die darauf abzielen, die Wahrnehmung Chinas und seiner Politik im Ausland zu beeinflussen. Li Changchun, das fünfthöchste Mitglied des Ständigen Ausschusses des Politbüros, wurde in der Zeitschrift The Economist zitiert und sagte, die Institute seien „ein wichtiger Teil der chinesischen Propaganda in Übersee“.
The Economist stellte fest, dass China „darauf geachtet hat, diese Sprachzentren nicht zu ermutigen, die politischen Standpunkte der Partei zu vertreten, und wenig deutet darauf hin, dass sie dies tun“, aber bemerkte auch das wichtige Ziel, der Welt ein „richtiges“ Verständnis von China zu vermitteln, sowie Bemühungen, sich gegen chinesische Dissidentengruppen im Ausland zu wenden, wie tibetische unabhängige Aktivisten, Demokratiegruppen und Falun Gong.
Alan H. Yang und Michael Hsiao zitierten die drei sogenannten „T-Wörter“ der Hanban (Taiwan, Tibet und Tiananmen), die in den Konfuzius-Instituten als Anathema gelten und nicht zur Diskussion stehen, und sagten, dass die einfache Mission und das Ziel der Konfuzius-Institute darin bestehe, „das Bild Chinas zu verbessern und neu zu formen“, wie es von der chinesischen Regierung neu ausgerichtet und öffentlich zur Sprache gebracht wurde.
Lionel M. Jensen, außerordentlicher Professor für ostasiatische Sprachen und Kulturen an der University of Notre Dame, obwohl er feststellte, dass es „bisher keine Ereignisse gab, bei denen die akademische Freiheit der Gastuniversität durch die Behörden von Hanban ausdrücklich bedroht wurde“, äußerte er Bedenken hinsichtlich der Bildungsziele und der Qualität der Lehre. Jensen sagte, Hanban habe die Vielfalt der chinesischen Kulturen auf eine „einheitliche, malerische Ware“ reduziert, gekennzeichnet durch chinesische Opern- und Tanzaufführungen, die er „Kulturetainment“ nennt. Das bedeutet, „die Kürzung der chinesischen Zivilisation im Namen verdaulicher Formen kultureller Anziehungskraft kann leicht nach Übersee verschifft werden“.
Randolph Kluver, Direktor des Konfuzius-Instituts an der Texas A&M University, sagte, dass das Soft-Power-Paradigma nicht ausreicht, um Konfuzius-Institute zu verstehen. Es könnte besser innerhalb eines „kommunikativen Paradigmas“ verstanden werden, das Chinas kulturelle Ressourcen in ein globales Gespräch über Werte, Politik und Kultur bringt. Kluver kam zu dem Schluss, dass die Konfuzius-Institute trotz der Haltung der chinesischen Regierung wenig Einfluss auf die Einstellung zu chinesischen politischen Agenden haben.
Jane Perlez, Auslandskorrespondentin der Zeitschrift The New York Times, berichtete, dass die Umfrage des Pew Research Center (Pew-Forschungszentrum) 2013 ergab, dass Chinas Zustimmung in den Vereinigten Staaten innerhalb von zwei Jahren um 14 Prozentpunkte gesunken sei und damit die niedrigste Bewertung für China in jeder Region der Welt erreicht habe. Perlez zitierte einen Artikel im Journal of Contemporary China von Tao Xie, Professor für Politikwissenschaft an der Universität für Auslandsstudien in Peking, der in einem Interview sagte, dass seine Analyse „von chinesischen wissenschaftlichen Publikationen abgelehnt wurde, weil sie die Konfuzius-Institute kritisierte, die die chinesische Regierung in vielen Ländern eröffnet hat.“ Professor Tao analysierte statistisch die Daten aus der Pew-Forschungszentrum-Studie 2007 auf Faktoren, die das nationale Image Chinas beeinflussen. Unter der Annahme, dass chinesische Ausländische Direktinvestitionen die positive öffentliche Wahrnehmung Chinas bei den Empfängern erhöhen würde, testete und widerlegte Tao eine Hypothese, dass „die Zahl der Konfuzius-Institute in einem Land positiv mit den positiven Meinungen über China in der Bevölkerung dieses Landes zusammenhängen sollte.“ Tao stellte methodisch fest, dass die Zahl der Institute viele endogen (Endogenität und Exogenität) in statistischer Hinsicht seien, weil die Hanban die meisten Konfuzius-Institute in Europa und Nordamerika eröffnet habe, „wo die Wahrnehmungen von China die ungünstigsten gewesen seien“. Professor Tao kommt zu dem Schluss, dass „es den Konfuzius-Instituten und Klassenzimmern nicht gelungen ist, das eher negative Bild von China in den meisten Ländern, in denen sie sich befinden, umzukehren.“
Liu Yunshan, Direktor der Propaganda-Abteilung der Kommunistischen Partei Chinas, sagte auf einer Dubliner Konferenz 2014, dass die Konfuzius-Institute im richtigen Augenblick entstanden seien, und beschrieb sie als „spirituelle Hochgeschwindigkeitsbahn“, die Freundschaft fördere, indem sie „chinesische Träume“ mit denen des Rests der Welt verbinde.

## Wahrgenommene Einflüsse
Weitere Information: Hanban
Eine Reihe von Kritikpunkten an den Konfuzius-Instituten stammen aus ihren Beziehungen zur chinesischen Regierung, die sie über das Büro des Chinesischen Sprachrats International oder Hanban ausüben. Die Hanban-Website besagt, dass Konfuzius-Institute und Klassenzimmer gemeinnützige Bildungseinrichtungen sind, aber sie haben enge Verbindungen zu mehreren hochrangigen Beamten der Kommunistischen Partei, darunter die derzeitige Hanban-Vorsitzende und Politbüro-Mitglied Liu Yandong, die früher Leiterin der Zentralabteilung Vereinigte Arbeitsfront war. Die Hanban-Mitglieder umfassen zwölf chinesische Regierungseinrichtungen, vom Ministerium für Bildung über das Informationsbüro des Staatsrates (oder Amt für ausländische Propaganda) und die Staatliche Kommission für Entwicklung und Reform, durch Organisationen, die sich mit Finanzen, Überseechinesen, Außenpolitik, Außenhandel, Kultur und allen Medienorganisationen befassen. Die „Vereinte-Front-Arbeit“ ist ein Konzept, das auf den chinesischen Bürgerkrieg zurückgeht und sich auf „Pekings Bemühungen, Freunde zu identifizieren und Feinde zu isolieren“ bezieht. Die Logik hier ist, dass wahre Freunde Feinde identifizieren und von der Kommunistischen Partei Chinas isolieren, während sie jeden Hinweis auf eine direkte Beteiligung der Partei selbst verbergen. Steven W. Mosher, Präsident des Population Research Institutes (Bevölkerungsforschungsinstitut), bezeugte, dass der Zweck der Zentralabteilung Vereinigte Arbeitsfront „Subversion, Kooption und Kontrolle“ ist und behauptete, eines der Hauptziele der Konfuzius-Institute sei „den westlichen akademischen Diskurs über Angelegenheiten, die China betreffen, zu untergraben, zu kooptieren und letztlich zu kontrollieren.“
In einem Artikel der staatlichen China Daily hieß es: „Die Arbeit der Konfuzius-Institute wird von Zeit zu Zeit missverstanden“, indem sie das Beispiel von Mosher zitierte, der Konfuzius-Institute „Trojanische Pferde mit chinesischen Eigenschaften“ nannte. Xu Lin, Generaldirektor der Hanban, sagte dazu: „Die Konfuzius-Institute sind definitiv keine Trojanischen Pferde, da wir keine Waffen in unseren Händen halten.“ In einem Artikel des Asian Survey wird die Besorgnis über einen „Trojanischen-Pferde-Effekt“ der Konfuzius-Institute geäußert. „Das Projekt des Konfuzius-Instituts kann auf einer Seite als ein Versuch gesehen werden, das Erlernen der chinesischen Sprache und die Wertschätzung der chinesischen Kultur zu erhöhen, aber auf einer anderen Seite ist es Teil einer breiteren Soft-Power-Projektion, in der China versucht, Herzen und Köpfe für politische Zwecke zu gewinnen“. Neben den Konfuzius-Instituten gibt es weitere Möglichkeiten, wie China sein kulturelles Profil im Ausland steigert: zeitgenössische chinesische Kunstausstellungen, Fernsehprogramme, Konzerte von populären Sängern und Übersetzungen chinesischer Literatur.
Laut Fabrice De Pierrebourg und Michel Juneau-Katsuya haben eine Reihe von Personen, die Posten im System des Konfuzius-Instituts innehaben, einen Hintergrund in den chinesischen Sicherheitsbehörden und im United Front Work Department, „das wichtige Dossiers über das Ausland verwaltet“. Dazu gehören Propaganda, die Kontrolle chinesischer Studenten im Ausland, die Rekrutierung von Agenten unter der chinesischen Diaspora (und unter wohlgesinnten Ausländern) und langfristige Geheimoperationen.
Ein deklassifizierter Geheimdienstbericht des Canadian Security Intelligence Service (kanadischen Sicherheitsnachrichtendienstes) (CSIS) erwähnt: „Peking ist darauf aus, die Herzen und Köpfe der Welt zu gewinnen, nicht nur die Wirtschaftsmärkte, um die Macht zu festigen.“ In einem Interview im CBC-Television sagte Richard Fadden, Direktor der CSIS, dass China zwar Konfuzius-Institute in den meisten Universitäten Kanadas finanzierte, sie aber von Leuten geleitet werden, die von der Botschaft oder den Konsulaten aus operieren, die „Demonstrationen organisiert hatten, um mit den sogenannten fünf Giften umzugehen: Taiwan, Falun Gong und andere“. Das Stockholmer Institut für Sicherheits- und Entwicklungspolitik beschrieb die Gründung der Konfuzius-Institute als „ein Image-Management-Projekt, dessen Ziel es ist, die Größe der chinesischen Kultur zu fördern und gleichzeitig der öffentlichen Meinung entgegenzuwirken, die die Präsenz einer ‘China-Bedrohung’ in der internationalen Gemeinschaft aufrechterhält.“
Obwohl die Zahl der indischen Studenten, die chinesische Sprachkurse besuchen, zunahm, lehnte das Außenministerium die Idee ab, Konfuzius-Institute in Schulen einzurichten, da sie „die Kultur zur Verbreitung von Propaganda und Einfluss nutzen“. Von den mehr als 17 Konfuzius-Instituten, die seit 2005 in Japan eingeführt wurden, befanden sich alle an privaten Colleges und nicht an renommierten nationalen Universitäten. „Die chinesische Kultur hat traditionell großen Einfluss in Japan, aber die Menschen sind nach wie vor besorgt über die potenzielle ideologische und kulturelle Bedrohung durch chinesische Regierungsprojekte wie Konfuzius-Institute.“
Ein Artikel im Der Spiegel über Bedrohungen durch Chinas weiche Macht kritisierte Peking dafür, dass es Konfuzius-Institute einsetzt „in der Hoffnung, das zu fördern, was es als Chinas kulturelle Überlegenheit ansieht“. Deutsche Sinologen sind sich nicht einig über den Grad der staatlichen Kontrolle über das System. Jörg-Meinhard Rudolph vom Ostasieninstitut der Hochschule Ludwigshafen am Rhein bemerkte, dass keine deutsche politische Partei Bildungseinrichtungen an deutschen Universitäten (Liste der Hochschulen in Deutschland) finanziert habe, „dennoch nehmen sie Geld von der undemokratischen Kommunistischen Partei Chinas an“. Michael Lackner, stellvertretender Leiter des Konfuzius-Instituts an der Friedrich-Alexander-Universität Erlangen-Nürnberg, beschrieb den Einfluss der deutschen Universitäten und sagte: „Ich bin mir nicht sicher, ob die Zentrale des Konfuzius-Instituts wirklich weiß, was chinesische Kultur ist. So könnten deutsche Wissenschaftler dazu beitragen, die chinesische Kultur als Weltkultur zu definieren.“
Bei einer Überprüfungskommission für Wirtschaft und Sicherheit der Vereinigten Staaten und Chinas bezeugte Anne-Marie Brady, Professorin für Politikwissenschaft an der University of Canterbury, dass China Propagandaarbeit als das „Lebensblut des Parteistaates in der heutigen Zeit“ betrachtet und ausländische Propaganda gegenüber der Auslandschinesen-Gemeinschaft durch Konfuzius-Institute und Aktivitäten wie „wurzelsuchende“ Kulturreisen fördert. Drei Jahre später analogisierte Professor Brady: „Wenn wir eine US-Regierungsbehörde hätten, die behauptete, sie sei ein Werkzeug für die Propaganda der US-Regierung, würden meine Kollegen sich über ein solches Zentrum auf dem Universitätsgelände entrüsten.“
Kritik gab es auch an der Aneignung von Konfuzius durch die Kommunistische Partei. Unter Mao Zedong waren konfuzianische Werte und Lehren mehrjährige Ziele der Kritik und Unterdrückung, die als Überbleibsel des Feudalismus angesehen wurden. Laut Asia Times Online kritisierte die Kommunistische Partei Chinas unter Mao Zedong die konfuzianische Lehre als „Abfall, der in den Aschehaufen der Geschichte geworfen werden sollte“, während die Kommunistische Partei Chinas des 21. Jahrhunderts den Konfuzianismus als „Assistenten des chinesischen Gottes des Reichtums (und Vertreter der chinesischen Diplomatie), Cai Shen, aber nicht als Mentor der chinesischen Seele benutzt.“

## Vergleiche mit ähnlichen Organisationen
Konfuzius-Institute werden häufig mit Kulturverbänden wie dem British Council in Großbritannien, dem Goethe-Institut in Deutschland, der Alliance Française in Frankreich, der Società Dante Alighieri in Italien und dem Instituto Cervantes in Spanien verglichen. So warf ein Leitartikel der staatlichen Tageszeitung China Daily Gegnern der Konfuzius-Institute Doppelmoral vor, weil sie das „Goethe-Institut, Alliance Française oder Instituto Cervantes nicht als Propagandamittel oder Werkzeuge der kulturellen Invasion bezeichnet hätten“. Die Redaktion stellte fest: „China ist nicht das erste Land, das solche Institute gründet, noch hat es ein Monopol auf die Kulturförderung im Ausland.“
Im Gegensatz zu den oben genannten Organisationen ist das Konfuzius-Modell jedoch eine Bindung an Universitäten oder andere Bildungseinrichtungen, was den Verdacht aufkommen lässt, dass die Institute „weniger darauf abzielen, das Interesse an China und der chinesischen Kultur selbst zu fördern, sondern vielmehr darauf, dass sich dieses Interesse an den vom chinesischen Parteistaat gebilligten Leitlinien orientiert.“ Steven Mosher bemerkt: „Im Gegensatz zur Alliance Francaise sind die Konfuzius-Institute nicht unabhängig von ihrer Regierung; im Gegensatz zu den Einrichtungen des Goethe-Instituts haben sie keine eigenen Räumlichkeiten. Stattdessen verpflichten sich die teilnehmenden Universitäten, Büroräume zur Verfügung zu stellen und die akademische Kontrolle an das United Front Work Department der Kommunistischen Partei Chinas abzutreten.“ Martin Davidson, Geschäftsführer des Britischen Rates, kritisierte Vergleiche zwischen seiner Institution und Konfuzius-Instituten. „Wir sind eine eigenständige Organisation, die von unseren eigenen Räumlichkeiten aus operiert. Sie werden ins Universitätsgelände eingebettet. Die eigentliche Frage muss die nach der Unabhängigkeit sein.“ Davidson sagte, die Chinesen seien sich sehr klar darüber, dass sie negative Propaganda mit positiver Propaganda bekämpfen wollen: „Die Gefahr besteht eher in der Selbstzensur – was eine sehr subtile Sache ist.“
Jocelyn Chey, eine ehemalige Diplomatin und Expertin für die Beziehungen zwischen Australien und China, erklärte, dass die Konfuzius-Institute von ihrer Regierung, im Vergleich zu ihren französischen Amtskollegen, enger verwaltet werden. Sie glaubt, dass das Programm des Instituts dort am wertvollsten ist, wo es Kultur und Öffentlichkeitsarbeit unterstützt. Chey erklärt jedoch, Konfuzius-Institute seien „ein Propagandamittel für die chinesische Kommunistische Partei und kein Gegenstück zum Goethe-Institut oder zur Alliance Française“, und spekuliert, dass die engen Verbindungen zwischen den Instituten und der chinesischen Kommunistischen Partei „bestenfalls zu einem „verblöden“ der Forschung führen und schlimmstenfalls Propaganda produzieren könnten.“ Auf der anderen Seite zitiert die Zeitung The Sydney Morning Herald einen Studenten der Queensland University of Technology: „Es wäre am besten, wenn man [Konfuzius-Institute] nicht als 'Propaganda-Werkzeuge', sondern als 'ein Instrument der chinesischen Kulturdiplomatie zur weltweiten Ausübung und Stärkung der chinesischen Soft Power' verstehen würde.“
Konfuzius-Institute sollen auch Ähnlichkeiten mit der Chinesischen Studenten- und Gelehrtenvereinigung haben, die wegen der Einmischung der chinesischen Regierung auf amerikanischen Universitätsgeländen in Kritik geraten ist.

## Finanzierung
Konfuzius-Institute betrieben im Jahr 2009 meist eine kleine Anzahl von Kursen mit einem durchschnittlichen Budget von 400.000 US-Dollar pro Institut. Sie werden gemeinsam durch Zuschüsse des chinesischen Bildungsministeriums und Mittel von Gastuniversitäten finanziert; obwohl Hanban ein finanzielles Ziel für die Selbstversorgung innerhalb von fünf Jahren gesetzt hatte, rackern sich viele Konfuzius-Institute ab. David Shambaugh sagt, dass die Finanzierung des Konfuzius-Instituts „tatsächlich durch das Bildungsministerium der Externen Propagandaabteilung der Kommunistischen Partei Chinas gewaschen wird“.
David Prager Branner, ein chinesischer Professor an der Columbia University, warnt davor, dass die Entgegennahme von Geld aus China, um Konfuzius-Institute zu gründen, langfristige Folgen haben könnte, und fragt sich, ob es im nationalen Interesse Amerikas liegen würde. Einige Kritiker meinten, dass die Beiträge Pekings zu den Gastuniversitäten, den chinesischen Behörden zu viel Einfluss auf diese Institutionen geben würden. Die beträchtlichen Zuschüsse, die mit der Gründung von Konfuzius-Instituten einhergehen, könnten die Universitäten anfälliger für den Druck Pekings machen, Selbstzensur auszuüben, insbesondere in Bezug auf chinesische Menschenrechtsfragen oder andere politisch sensible Themen. The Economist weist darauf hin, dass einige chinesische Sprachkurse an Konfuzius-Instituten sogar vom Pentagon im Rahmen der National Security Language Initiative (Nationalen Sicherheits-Sprachinitiative) bezahlt werden.
Im Januar 2010 gab das Finanzministerium der Volksrepublik China bekannt, dass das Siegerangebot (CEIECZB01-09JX033) für den Aufbau und die Pflege der Website des Konfuzius-Instituts an die Hanban-Tochtergesellschaft Wuzhou Hanfeng Web Technology Ltd. vergeben wurde. (Wuzhou Hanfeng Wangluo Keji 五洲汉风网络科技 für 35,2 Millionen Yuan (5,7 Millionen US$), die als „teuerste Website der Geschichte“ 史上最贵网站 bezeichnet wurde.) Chinesische und ausländische Medien berichteten, dass die Wuzhou Hanfeng Web Technology Ltd. auf Wang Yongli 王永利, stellvertretender Generaldirektor von Hanban und stellvertretender Vorstandsvorsitzender des Konfuzius-Instituts, registriert war, und kritisierten den Mangel an Transparenz (Politik) und Korruption durch Hanban. Als Antwort darauf sagte Hanbans Generaldirektorin Xia Jianhui: „Die Website wird schließlich zu einem Lernportal, das weltweit gefördert wird, dies ist ein umfassendes Projekt“, und behauptete, dass Hanban keine Regeln gebrochen habe, indem sie ihrer eigenen Tochtergesellschaft den Zuschlag erteilt hätten.
Maria Wey-Shen Siow, Leiterin des Ostasien-Büros von Channel NewsAsia, schrieb im Asien-Pazifik-Bulletin des Ost-West-Zentrums, dass die Besorgnis über Konfuzius-Institute, die politische Untertöne projizieren, „nicht völlig unbegründet sind, aber möglicherweise nicht völlig gerechtfertigt sind.“ Sie hebt hervor, dass „Hanbans Jahresbudget 2009 nur 145 Millionen US-Dollar betrug, sodass es falsch wäre, zu behaupten, dass China massiv für diese Institute ausgegeben habe.“ Lionel Jensen schreibt: „Laut einem Bericht der BBC von 2006 hat die chinesische Regierung zunächst 10 Milliarden Dollar für den Betrieb des Programms des Konfuzius-Instituts bereitgestellt.“
In einer Anhörung des United States Senate Committee on Foreign Relations (Senatsausschusses für Außenbeziehungen) 2010 fragte Senator Richard Lugar Außenministerin Hillary Clinton, warum China 60 Konfuzius-Institute in den Vereinigten Staaten gegründet habe, aber nur 4 vergleichbare US-Kulturzentren in China zugelassen habe, und sie antwortete: „Die chinesische Regierung stellt jedem Zentrum eine Million Dollar zur Verfügung, plus sie deckt Betriebskosten ab, die 200.000 Dollar pro Jahr übersteigen. So viel Geld haben wir nicht im Budget.“
Einige Kritiker, auch innerhalb Chinas, haben ihre Besorgnis darüber geäußert, dass „die Unterstützung der Regierung für die Budgets der Konfuzius-Institute von den inländischen Ausgaben ablenkt“, während das Ministerium für Bildung „das Budget für die inländische Pflichtschulbildung nach wie vor unzureichend ist“. Der schwedische Parlamentarier Göran Lindblad fragte, warum chinesische Behörden westliche Bildungseinrichtungen subventionieren, wenn „China zehn Millionen Kinder ohne richtige Schulen hat.“
Die Finanzierung des Konfuzius-Instituts an der London School of Economics and Political Science wurde nach der Kontroverse „LSE Gaddafi links“ über die Annahme einer Spende von 1,5 Millionen Pfund aus Libyen kritisch betrachtet. Christopher Hughes, Professor für internationale Beziehungen, sagte, dass die Akzeptanz der Schule von etwa 400.000 Pfund aus China gezeigt habe, dass sie nichts aus dem Skandal gelernt habe. Hughes warf dem Konfuzius-Institut vor, eine „spaltende“ und „illegitime“ Propaganda-Organisation zu sein, und sagte, ihre Existenz würde dem Ruf der Schule schaden. In Bezug auf Hughes warf Liu Xiaoming, chinesischer Botschafter im Vereinigten Königreich, Konfuzius-Institut-Kritikern vor, an der „veralteten Mentalität des Kalten Krieges“ festzuhalten, worauf Hughes antwortete, es sei „grobe Einmischung“ für Liu, sich über eine interne LSE-Diskussion über Ethik zu beschweren.
Am 10. Juni schickte Hughes Kollegen, die über Konfuzius-Institut-Lehrmaterialien diskutierten, einen Link zu einem animierten Video auf der offiziellen Website des Konfuzius-Instituts in chinesischer Sprache mit englischen Untertiteln. Es trug den Titel „The War to Resist US Aggression and Aid Korea“ (Der Krieg gegen die US-Aggression und Hilfe für Korea) (was der offizielle chinesische Name Kangmeiyuanchao zhanzheng 抗美援朝战争 für „Koreakrieg“ ist) und fasste den Koreakrieg mit negativem historischen Revisionismus zusammen. Konkret erklärt der Film, dass die Chinesen zum Eintritt in den Krieg provoziert wurden, weil die Vereinigten Staaten nahe der koreanischen Grenze chinesische Dörfer bombardiert und den UN-Sicherheitsrat manipuliert hätten, um eine Resolution zu verabschieden, die es den amerikanischen Truppen ermöglichte, die Aggression gegen Korea auszuweiten." Nachdem der Videolink auf Twitter im Umlauf war, löschte die Konfuzius-Institut-Website am 11. Juni die Webseite, aber Cache-Kopien bleiben verfügbar. Diese pädagogische Animation war Teil eines Online-Kurses über „Chinesische Geschichte“ unter der Rubrik „Chinese Learning for Kids ＆ Teens“ der Konfuzius-Institut-Homepage. Das zensierte Video behauptete, die „Vereinigten Staaten hätten den UN-Sicherheitsrat manipuliert, um die Aggression gegen Korea zu vergrößern“ und „versuchte, die ganze Halbinsel zu erobern“; daraufhin schlossen sich chinesische „Freiwillige“ der Volksbefreiungsarmee dem Kampf an und „zerstörten die aggressiven Ambitionen der Imperialisten“, was „Chinas internationales Ansehen im Koreakrieg erhöhte“.
Ein Artikel aus dem Jahr 2012 in der Zeitschrift The Atlantic stellt die Frage, ob China das für Konfuzius-Institute und teuren Fernsehkanalstudios CCTV-4 America ausgegebene Soft-Power-Geld verschwendet hat, wenn wohlhabende Chinesen Ausreisevisa in die USA ersuchen; und fragt: „Was nützen Konfuzius-Institute ... wenn viele der Eliten ihres Landes mit ihren Füßen wählen und sich gegen inländische Unberechenbarkeit absichern?“
The Economist beschreibt die Ausgaben der Hanban für Konfuzius-Institute als „beträchtlich und schnell wachsend“. Im Jahr 2013 waren es 278 Millionen Dollar, mehr als sechsmal so viel wie 2006. Chinas Finanzierung der Konfuzius-Institute an vielen Standorten beläuft sich auf etwa 100.000–200.000 Dollar pro Jahr und manchmal auch mehr. Laut einem Artikel in der Zeitschrift Foreign Policy betrachten viele Chinesen diese 278 Millionen Dollar Ausgaben für eine Soft-Power-Initiative im Ausland als Geldverschwendung, die besser für den Bau von Schulen in armen ländlichen Gebieten Chinas ausgegeben werden sollten.
Der 2018 verabschiedete U.S. National Defense Authorization Act für das Geschäftsjahr 2019 verbietet ausdrücklich, dass finanzielle Mittel des Verteidigungsministeriums an chinesischsprachige Abteilungen an Universitäten in USA, an denen es ein Konfuzius-Institut gibt, vergeben werden. Am 13. August 2020 erklärte das US-Außenministerium das US-Zentrum des Konfuzius-Instituts als Auslandsmission der VR China. Das US-Außenministerium sagte, dass die Konfuzius-Institute von der VR China finanziert werden und Teil des globalen Einfluss- und Propagandaapparats der Kommunistischen Partei Chinas sind.

## Spionage
Kritiker der Konfuzius-Institute äußerten Bedenken, dass es als Mittel für Industrie- und Militärspionage sowie für die Überwachung chinesischer Studenten im Ausland dienen könnte. Die Geheimdienste mehrerer Länder haben Konfuzius-Institute untersucht, darunter der kanadische Nachrichtendienst CSIS. David Matas sagte, dass „informell [die Institute] zu einem Vehikel werden, mit dem die chinesische Regierung die akademischen Institutionen grundsätzlich einschüchtert, um unter ihrem Deckmantel zu laufen, und auch als Vehikel für Infiltration und Spionage an den Universitätsgeländen, um herauszufinden, was vor sich geht und wer ihren Interessen gegenüber feindlich gesinnt ist.“
Pierrebourg und Juneau-Katsuya äußerten auch Bedenken hinsichtlich der Beziehungen zwischen den Verwaltern des Konfuzius-Instituts und großen staatlichen chinesischen Unternehmen. Zum Beispiel verweisen sie auf das Konfuzius-Institut an der University of Texas at Dallas, wo einer der Spitzenbeamten auch Vizepräsident von Huawei ist, einem chinesischen Telekommunikationsunternehmen, das die US-Regierung als nationale Sicherheitsbedrohung betrachtet und das der Wirtschaftsspionage beschuldigt wird, obwohl eine umfassende Sicherheitsüberprüfung keine eindeutigen Beweise für Spionage fand.
Die People’s Daily berichtete, dass die Universität Osaka Sangyo, die ein Konfuzius-Institut eröffnete und nach einem Jahr wieder schloss,  sich formell für einen Mitarbeiter entschuldigte, der das Konfuzius-Institut „eine Spionage-Agentur, die gegründet wurde, um kulturelle Intelligenz zu sammeln“ nannte.
Einem Leiter des Konfuzius-Instituts in Brüssel wurde wegen Spionage das Visum entzogen. Berichten zufolge soll Peking den Spionage-Vorwurf gegen den Leiter des Konfuzius-Instituts, Xinning Song, strikt zurückgewiesen haben. Geng Shuang vom chinesischen Außenministerium soll gesagt haben: „Das ist komplett unwahr.“ Dem Leiter soll nicht nur das Visum entzogen worden sein, sondern ihm wurde auch der Aufenthalt in allen 26 Schengen-Staaten für acht Jahre untersagt. Die Presse berichtete ebenfalls, dass dem Politologen Xinning Song vorgeworfen werde, die nationale Sicherheit gefährdet zu haben. Belgische Behörden gaben an, dass Xinning sich seit 2007 ständig in Belgien aufhielt, aber keinen dauerhaften Wohnsitz hatte.

## Politischer Einfluss
Konfuzius-Institute werden als Übertragung von politischem Einfluss auf „sublim verschleierte Weise“ beschrieben. Kanadas Globe and Mail berichtete: „Trotz ihres neutralen wissenschaftlichen Aussehens hat das neue Netzwerk der Konfuzius-Institute eine politische Agenda.“ Beispielsweise würde der Unterricht mit den vereinfachten chinesischen Schriftzeichen unterrichtet, die in der Volksrepublik China anstelle der traditionellen chinesischen Schriftzeichen, die in Taiwan verwendet werden, „dazu beitragen, Pekings Ziel der Marginalisierung Taiwans im Kampf um den globalen Einfluss voranzubringen.“ Ein Artikel in China Heritage Quarterly kritisiert die Lehre nur vereinfachter Schriftzeichen im Kontext der Konfuzius-Institute als „Semi-Literarität in Chinesisch“. Als Reaktion auf das Programm der Konfuzius-Institute der Volksrepublik China kündigte die Republik China (Taiwan) für 2011 die Gründung von „Taiwan Akademien“ in Amerika, Europa und Asien als Teil ihrer Kulturdiplomatie an. Das Programm der Taiwan-Akademie ist darauf ausgerichtet, „Taiwanesisch bevorzugtes“ Mandarin (Sprache)-Chinesisch, traditionelle chinesische Schriftzeichen und taiwanesische Themen zu fördern. Marshall Sahlins erklärt auch diese Behauptung über vereinfachte Zeichen, die Gelehrte bestritten haben; der Historiker der George Washington University, Edward McCord, sagte, dass viele chinesische Sprachabteilungen vereinfachte Zeichen aus eigenem Willen unterrichten, und die Anthropologin des Lewis & Clark College, Jennifer Hubbert, sagte, Sahlins habe die Tatsache übersehen, dass die meisten ausgebildeten Sinologen Chinesisch in beiden Zeichensätzen lesen können, und die Ausbildung in dem einen schließt den Zugang zum anderen nicht aus.
Peng Ming-min, ein taiwanesischer Unabhängigkeitsaktivist und Politiker, schreibt, obwohl China an der Oberfläche lediglich seine „weiche Macht“ durch Konfuzius-Institute demonstriert, müssen „Colleges und Universitäten, in denen ein Konfuzius-Institut eingerichtet ist, alle einen Vertrag unterzeichnen, in dem sie ihre Unterstützung für Pekings Ein-China-Politik erklären. Daher sind sowohl Taiwan als auch Tibet an diesen Instituten zu Tabus geworden.“ Peng nennt weitere Beispiele für „unangreifbare“ Themen wie das Tian’anmen-Massaker 1989, die Vernachlässigung der Menschenrechte in der Volksrepublik China, die Umweltverschmutzung in China und die Inhaftierung von Liu Xiaobo. Der BC-Anwalt und China-Experte Clive Ansley sagte jedoch, dass es „beunruhigende Anzeichen für einen wachsenden Einfluss Chinas auf den westlichen Universitätsgeländen“ gebe, bevor Konfuzius-Institute gegründet wurden. Er sah Anzeichen dafür, dass die öffentliche Diskussion über bestimmte Menschenrechtsfragen selbst zensiert wurde, aus Angst, bei der Aufnahme chinesischer Studenten schlecht abzuschneiden.
Michael Nylan, Professor für chinesische Geschichte an der University of California, Berkeley, sagt, dass Konfuzius-Institute in ihren Forderungen weniger schwerfällig geworden sind und aus „frühen Fehltritten“ gelernt haben, wie z. B. dem Beharren auf einer Politik, dass Taiwan zu China gehört. Nylan führte eine informelle Umfrage unter Dozenten und Administratoren an fünfzehn Universitäten mit Konfuzius-Instituten durch; „zwei Befragte berichteten, dass Institute Druck ausgeübt hätten, Gastredner zu blockieren“, aber beide Veranstaltungen gingen trotzdem weiter.
Taiwan ist eines der wenigen großen Länder ohne Konfuzius-Institute und Wissenschaftler der Academia Sinica für Asien-Pazifik-Studien führten ein zweijähriges Forschungsprojekt durch, um empirische Erkenntnisse über Konfuzius-Institute zu sammeln. Der Projektleiter Michael Hsiao (蕭新煌), Vorsitzender des Instituts für Soziologie der Academia Sinica, sagte, er habe die impliziten Regeln zu Tabu-Themen – Taiwan, Tibet, der Dalai Lama, das Massaker auf dem Platz des Himmlischen Friedens und Falun Gong – bei Interviews mit Mitarbeitern von Konfuzius-Gastinstitutionen in südostasiatischen Ländern und in den USA gelernt. Hsiao nannte die rasche Expansion der Konfuzius-Institute in über 105 Länder „einen klugen Schachzug“, erwähnte aber auch, dass an den Universitäten weltweit Kritik gegen Konfuzius-Institute aufgekommen sei. „Leute, die für die Institute sind, sagen, sie bringen Einnahmen und bieten den Studenten die Möglichkeit, Chinesisch zu lernen. Die Gegner der Initiative machen sich Sorgen, dass sie die akademische Freiheit einschränken, und lehnen die politischen Machenschaften dahinter ab.“
Der Historiker Yu Ying-shih erhielt 2014 den ersten Tang-Preis in Sinologie. Bei der Preisverleihung kritisierte er die Förderung des Konfuzianismus durch die Kommunistische Partei Chinas und die Gründung von 465 Konfuzius-Instituten weltweit als „alles Propaganda mit politischen Zielen“.

## Zensur und akademische Freiheit
Weitere Information: Zensur in der Volksrepublik China und Taiwan-Konflikt
Der Bildungshistoriker Jonathan Zimmerman hat die Frage der Konfuzius-Institute und der akademischen Freiheit kritisch formuliert: „Nehmen wir an, dass eine grausame, tyrannische und repressive ausländische Regierung angeboten hat, für amerikanische Teenager zu zahlen, damit sie deren Landessprache in unseren Schulen lernen. Würden Sie den Deal annehmen?“ Zimmerman kam zu dem Schluss, dass mehr Amerikaner Chinesisch lernen sollten, aber „zu unseren eigenen Bedingungen, um sicherzustellen, dass es auch unsere beste bürgerliche Sprache der Freiheit, der offenen Diskussion und der Demokratie widerspiegelt.“ Der chinesische Geschichtsprofessor Jonathan Lipman vom Mount Holyoke College drückte das Dilemma der Akzeptanz der Konfuzius-Institut-Finanzierung so aus: „Indem die Konfuzius-Institute ein Produkt, das wir wollen, nämlich die chinesische Sprache, verkaufen, bringen sie die chinesische Regierung auf mächtige Weise in die amerikanische Akademie. Das allgemeine Muster ist sehr klar. Sie können sagen: Wir geben euch dieses Geld, ihr werdet ein chinesisches Programm haben und niemand wird über Tibet reden. In dieser Wirtschaft hat die Ablehnung echte Kosten.“ Professor Terry Russell von der University of Manitoba stellte die wirkliche Motivation der Hanban infrage, da er befürchtete, dass die Universität nicht in der Lage sein würde, bestimmte Aktivitäten zu organisieren, die als „sensibel“ für die Chinesen angesehen werden, wie zum Beispiel den Dalai Lama auf das Universitätsgelände zu bringen. Er sagte: „Wir haben einen wirklichen Konflikt unserer Prinzipien der akademischen Freiheit, mit dem Potenzial, eine Fakultätsversion der chinesischen Geschichte und eine Version des Konfuzius-Instituts, das auf dem Universitätsgelände gelehrt wird, zu haben.“ Laut Cameron Morrill, Präsident der Fakultätsvereinigung der University of Manitoba, ist es unangebracht, jeder Regierung, egal wie viel Geld sie anbietet, die Kontrolle über ein Universitätsklassenzimmer zu gestatten. Die Universität entschied sich später dagegen, chinesische Regierungsgelder für die Einrichtung von Konfuzius-Instituten zu verwenden.
Im Jahr 2010 kam die University of Oregon „unter – und widerstand – dem Druck des chinesischen Generalkonsuls in San Francisco“, einen Vortrag von Peng Ming-Min abzusagen (siehe oben). Glenn Anthony May, ein Geschichtsprofessor der Universität Oregons, schrieb einen Artikel, in dem er Bedenken äußerte, dass Konfuzius-Institute „mit sichtbaren Bedingungen verbunden sind“. Beispielsweise müssen die Gastinstitutionen eine Absichtserklärung zur Unterstützung der Ein-China-Politik unterzeichnen. „An den Universitäten haben wir normalerweise die Möglichkeit, über solche Themen zu diskutieren, sodass Professoren wie ich und Studenten sich öffentlich mit der Politik unserer Regierung auseinandersetzen können. Hanban will aus offensichtlichen Gründen keine solche Diskussionen.“ Meiru Liu, Direktor des Konfuzius-Instituts an der Portland State University, weist die Kritik von May zurück, dass die Institute offene Diskussionen über Themen wie die Behandlung des politischen Aktivisten Liu Xiaobo behindern würden. Meiru Liu erklärte, dass, obwohl Falun Gong, Dissidenten und Proteste auf dem Platz des Himmlischen Friedens 1989 zwar keine Themen seien, die das Hauptquartier des Konfuzius-Instituts gerne von den Instituten organisiert sehen würde, diese aber „kein großes Interesse und Anliegen der breiten Öffentlichkeit hier in den USA sind.“ Bryna Goodman, Professorin der Universität Oregon und Konfuzius-Institut-Direktorin, konterte May und bemerkte, dass das lokale Konfuzius-Institut Foren zu sensiblen Themen wie Chinas Internet-Zensur und Wirtschaftsregeln veranstaltet habe, und „wir haben kein Thema vorgeschlagen bekommen, das wir für unzulässig gehalten hätten.“
Die Gründung einiger Konfuzius-Institute wurde von Fakultätsmitgliedern an Universitäten abgelehnt oder blockiert. Die Fakultät der University of Pennsylvania entschied nicht mit dem Konfuzius-Institut zu verhandeln, da sie befürchtete, sie würden sich in den Lehrplan einmischen. Mitglieder der chinesischen Studienabteilung der University of Melbourne vertrieben das Institut vom Hauptuniversitätsgelände. Die Fakultät der Universität Stockholm forderte die Trennung des Nordischen Konfuzius-Instituts von der Universität, aber eine unabhängige Bewertung wies ihre Behauptungen zurück, dass die chinesische Botschaft in Stockholm das Konfuzius-Institut zur politischen Überwachung und zur Einschränkung der akademischen Freiheit nutze.
Jonathan Zimmerman warnte in seinem Schreiben für die Zeitung The Christian Science Monitor, dass die Konfuzius-Institute dem „Mussolini-Modell“ der 1930er Jahre ähneln, das in Amerika italienische Sprachschulen für faschistische Propagandazwecke finanzierte.
Ein wichtiges Anliegen der Konfuzius-Institute ist ihre Reaktion auf politisch sensibles und kontroverses Material wie Menschenrechte und Taiwan. Meiru Liu, Direktor des Konfuzius-Instituts an der Portland State University, sagte, das lokale Institut habe Vorträge über Tibet, Chinas wirtschaftliche Entwicklung, Währung und die Beziehungen zwischen den USA und China gesponsert. Mary E. Gallagher, Direktorin des Zentrums für Chinesische Studien an der University of Michigan, sagte, die Institute seien frei in der Berichterstattung „die in China umstritten und sensibel sind“. Insbesondere das Konfuzius-Institut in Edinburgh förderte einen Vortrag eines chinesischen Dissidenten, dessen Werke in China verboten sind.
Lionel M. Jensen, Professor für ostasiatische Sprachen und Geschichte an der University of Notre Dame, sagte: „Jedes Konfuzius-Institut ist ein spektakuläres Experiment in der Kulturvermittlung“, aber „die Platzierung von Instituten in den Zentren, Abteilungen und Instituten öffentlicher und privater Universitäten ist beispiellos und bedroht die unabhängige Forschung, die die Voraussetzung für die Hochschulbildung ist.“
Im Juni 2014 forderte die American Association of University Professors (AAUP) die amerikanischen Universitäten auf, von denen fast hundert Konfuzius-Institute haben, den Preis zu überprüfen, den sie in akademischer Freiheit zahlen. Im Bericht der AAUP über die akademische Freiheit heißt es: „Konfuzius-Institute fungieren als Arm des chinesischen Staates und dürfen die akademische Freiheit ignorieren.“
Ein Leitartikel vom 21. Juni 2014 in der Washington Post listete die jüngsten Bedenken bezüglich der Konfuzius-Institute auf, einschließlich der AAUP, die den Universitäten riet, die Beziehungen zu den Konfuzius-Instituten abzubrechen, es sei denn, das Hanban-Abkommen werde neu ausgehandelt, angebliche Verletzungen der Meinungsfreiheit und der Menschenrechte sowie die Geheimhaltung nicht bekannt gegebener Verträge zwischen Schulen und Hanban. Er kam zu dem Schluss, dass „akademische Freiheit keinen Preis haben kann“, und empfahl, dass, wenn die Universitäten ihre Konfuzius-Institut-Vereinbarungen nicht veröffentlichen, die Programme beendet werden sollten. Die offizielle chinesische Nachrichtenagentur Xinhua „schlug am 24. Juni mit einem wütenden Leitartikel zurück“ und sagte, die Behauptungen der AAUP und anderer, dass Konfuzius-Institute „als Arm des chinesischen Staates fungieren und politische Agenden vorantreiben“, enthüllen eigentlich „weniger kommunistische Propaganda als ihre eigene Intoleranz gegenüber exotischen Kulturen und voreingenommenen Vorstellungen, die Kommunistische Partei Chinas zu beschmutzen und zu isolieren“.
Im August 2020 ernannte das Außenministerium der Vereinigten Staaten den Hauptsitz der Konfuzius-Institute in den USA als eine „Auslandsmission“ von China.

## Konfuzius-Institute weltweit

### Australien
John Kaye, Abgeordneter der Grünen in New South Wales, sagte, dass es zwar wichtig sei, die chinesische Sprache und Kultur zu unterrichten, doch „den Schülern wird ein ausgewogener Lehrplan verweigert, der kontroverse Themen wie Menschenrechtsverletzungen und Taiwan untersucht, weil eine kritische Prüfung die chinesische Regierung verärgern könnte“. Der Abgeordnete der Grünen Jamie Parker organisierte eine Petition mit mehr als 10.000 Unterschriften und forderte die Streichung des Konfuzius-Klassenzimmerprogramms von den örtlichen Schulen. Der NSW-Bildungsminister Adrian Piccoli verteidigte die Klassen und bemerkte, dass die Lehrpläne der chinesischen Sprache kein Studium politischer Inhalte enthielten. Shuangyuan Shi, Direktor des Konfuzius-Instituts in Sydney, stellte fest, dass sich das Institut in erster Linie auf die Sprache konzentriert, und Lehrer seien nicht da, um Schlussfolgerungen für Schüler in Bezug auf kontroverse Themen zu ziehen. Ältere Beamte des Bildungsministeriums erkennen an, dass die Institute eine wichtige Rolle bei der Förderung der Alphabetisierung in asiatischen Sprachen spielen, sie geben zu, dass sie Bedenken hinsichtlich des Einflusses Chinas auf den Inhalt des Programms haben. Sie sagen, dass der Umgang mit „sensiblen Themen“ wie den Menschenrechten in der Regel von Lehrern gut gehandhabt wird. Außerdem bemerkten die Mitarbeiter des Instituts in Sydney, dass Peking nie ihre akademische Freiheit bedroht hätte.
Nachdem das Institut für Demokratie und Menschenrechte der Universität Sydney einen Vortrag des Dalai Lama im Jahr 2013 organisiert hatte, warnte die Universität, dass sie das Logo nicht verwenden, keine Medienberichterstattung zulassen oder den Zutritt zu der Veranstaltung durch tibetische Aktivisten erlauben dürfen, so waren die Organisatoren gezwungen, die Veranstaltung vom Campus zu verlegen. Universitätsbeamte entschieden: „Es gab einen besseren Weg, es zu tun. Eine kleine Gruppe, ein kleiner Teil der Studentenschaft, war wirklich nicht das Beste.“ Sarah Hanson-Young, eine Senatorin der Australian Greens sagte: „Als demokratisches Land sollten wir eine offenere und ehrlichere Diskussion über die gegenwärtige Situation in Tibet anregen und dem spirituellen Führer des Landes nicht verbieten, sich an Studenten und Mitarbeiter der Universitäten zu wenden.“ Ein Sprecher der Aktivisten Australia Tibet Council sagte, die Universität habe China nachgegeben. „Sie haben ihre akademische Freiheit und Integrität gefährdet, und es sendet auch eine entmutigende Botschaft an das tibetische Volk“, von denen mehr als 100 bei den jüngsten Selbstverbrennungen in Tibet gestorben sind. June Teufel Dreyer, Professor für Politikwissenschaft an der University of Miami (Florida), behauptet, dass Konfuzius-Institute die Geschichte verzerrt hätten, indem sie Universitäten in Australien zitierten, die Referenten einluden, „die für die Regierung schillern und darüber sprechen, wie glücklich alle Tibeter wären“. Am 4. September 2014 fand in Sydney eine gemeinsame Konferenz der 13 australischen Konfuzius-Institute statt, um die „Sichtbarkeit des Konfuzius-Institut-Netzwerks in der australischen Industrie und der öffentlichen Politik“ zu erhöhen.

### Deutschland
Ein Artikel im Der Spiegel über Bedrohungen durch Chinas weiche Macht kritisierte Peking dafür, dass es Konfuzius-Institute einsetzt „in der Hoffnung, das zu fördern, was es als Chinas kulturelle Überlegenheit ansieht“. Deutsche Sinologen sind sich nicht einig über den Grad der staatlichen Kontrolle über das System. Der Sinologe Jörg-Meinhard Rudolph vom Ostasieninstitut der Hochschule Ludwigshafen am Rhein bemerkte, dass keine deutsche politische Partei Bildungseinrichtungen an deutschen Universitäten (Liste der Hochschulen in Deutschland) finanziert habe, „dennoch nehmen sie Geld von der undemokratischen Kommunistischen Partei Chinas an“. Rudolph erwähnte, dass die Konfuzius-Institute der Propaganda-Abteilung der Kommunistischen Partei unterstehen, welche Dissidenten in China mundtot machen würde. Er fragte: „Wie kann man eine unabhängige China-Forschung betreiben, wenn hiesige Universitätsprofessoren ranghohen Mitgliedern der Zensur- und Einheitsfrontabteilung der KP Chinas zuklatschen?“ Rudolph kritisiert, dass sich deutsche Wissenschaftler auf Kosten der Freiheit von Wissenschaft und Forschung von der chinesischen Regierung für deren Soft-Power-Strategie benutzen lassen. Rudolph sagte in einem Interview, dass er an die Freiheit von Forschung und Lehre bei Konfuzius-Instituten nicht glauben kann. Denn diese Institute, anders als die deutschen Goethe-Institute, werden nicht vom Staat aus Steuergeldern finanziert, die jeder einsehen kann. Deutsche Hochschulen und Universitäten, an denen diese Institute eingerichtet sind, erhalten direkt von der Kommunistischen Partei Chinas Zuwendungen. „Die Konfuzius-Institute werden nicht vom chinesischen Staat bezahlt, sondern von einer politischen Partei. Von einer Organisation, die eine Interessenvertretung ist. Und die diese Konfuzius-Institute im Rahmen ihrer Auslands-Propaganda oder PR-Arbeit betreibt.“
Michael Lackner, stellvertretender Leiter des Konfuzius-Instituts an der Friedrich-Alexander-Universität Erlangen-Nürnberg, beschrieb den Einfluss der deutschen Universitäten und sagte: „Ich bin mir nicht sicher, ob die Zentrale, das Confucius Institute Headquarters, wirklich eine Vorstellung von dem hat, was chinesische Kultur ist. So könnten deutsche Wissenschaftler dazu beitragen, die chinesische Kultur als Weltkultur zu definieren.“ Lackner meinte, die akademische Sinologie hätte nichts mit dem Konfuzius-Institut zu tun und er lege darauf besonderen Wert. „An meinem Lehrstuhl bin ich vollkommen frei. Sollte Druck von chinesischer Seite ausgeübt werden, wäre das für mich eine rote Linie“, so Lackner.
Ulrich Delius, Asienreferent der Gesellschaft für bedrohte Völker, kritisierte: „Wir erleben das in sehr vielen Konfuzius-Instituten, dass systematisch eigentlich alle heiklen Punkte ausgeblendet werden. Und dazu zählen natürlich auch Probleme wie die Tibetfrage. Wie steht es um die Gewalt im Nordwesten Chinas? Wie steht es um das sehr breite Engagement von der Zivilgesellschaft? Diese Fragen gehören einfach dazu, wenn man ein realistisches Bild der Volksrepublik China entwickeln will.“ Schweigend unterwerfe sich die Zunft den Pekinger Zensoren, so Delius. „Konfuzius-Institute sind nicht unpolitisch, selbst wenn sie diesen Eindruck vermitteln möchten“, sagte Delius.
Im Januar 2020 entbrannte im Bayerischen Landtag eine Debatte über die Konfuzius-Institute in Bayern. Landtags-Vizepräsident Markus Rinderspacher forderte Auskunft von der Staatsregierung über die Höhe einer etwaigen staatlichen Förderung, die ihm zunächst verweigert wurde. Erst nach Androhung einer Verfassungsklage antwortete die bayerische Staatskanzlei, sie habe die Konfuzius-Institute in Bayern seit 2014 mit knapp 350.000 Euro gefördert. Rinderspacher forderte den Stopp der Zuschüsse.
MdB Jens Brandenburg, hochschulpolitischer Sprecher der FDP-Bundestagsfraktion, setzt sich dafür ein, dass die Kooperationen deutscher Hochschulen und den Konfuzius-Instituten aufgehoben werden. Am 11. Mai 2021 gab es dazu einen Meinungsaustausch zwischen ihm und Philip Clart (Direktor des Konfuzius-Instituts Leipzig) zur Rolle der Konfuzius-Institute an den Hochschulen. Die Diskussion unter der Schirmherrschaft der Friedrich-Naumann-Stiftung für Freiheit und mit Martina Rudyak als Moderatorin steht online zur Verfügung.
Im Juli 2021 wurde berichtet, dass der Stadtrat in Ingolstadt sofort die Finanzierung des Konfuzius-Instituts der Technischen Hochschule in Ingolstadt beendet. Dies wurde von dem Stadtrat mit einer Mehrheit von 27 zu 22 Stimmen entschieden. Dieses Institut ist auch bekannt als das Audi-Konfuzius-Institut, was darauf hindeutet, dass Audi wirtschaftliche Verbindungen zu China hat. Auch soll das Audi-Konfuzius-Institut unter unmittelbarem Einfluss des Bildungsministeriums in China stehen, und Audi finanziert den Hauptanteil des Instituts. Jasna Causevic, Referentin für Genozid-Prävention, sagte in einer Pressemitteilung der Gesellschaft für bedrohte Völker: „Wir hoffen, dass die Audi AG und die Technische Hochschule Ingolstadt diesem Beispiel folgen. Langfristig müssen die chinesischen Propaganda-Institute sämtliche öffentliche Unterstützung in Deutschland verlieren.“
Im Oktober 2021 wurden geplante Online-Lesungen des Buches Xi Jinping – der mächtigste Mann der Welt von den Journalisten Stefan Aust, ehemaliger Chefredakteur des Spiegel und momentan Herausgeber von Die Welt, und der langjährige Chinakorrespondent Adrian Geiges von den Konfuzius-Instituten in Hannover und Duisburg abgesagt. Laut Berichten sei diese Absage schwer kritisiert worden. Die Parteien FDP und CDU in Niedersachsen kritisierten diese Absage ebenfalls. Die Konfuzius-Institute sollten diese Lesungen organisieren, wurden jedoch nach Anordnung aus China abgesagt. China gab als Begründung an, dass über Xi Jinping nicht als normalen Menschen gesprochen oder geschrieben werden dürfe. Der Staatschef wird in China geradezu kultisch verehrt, so hieß es im Deutschlandfunk-Die Nachrichten.
Die Leibniz Universität in Hannover erklärte diese Absage als nicht akzeptabel, befremdlich und unverständlich. Die Universität lädt die beiden Autoren sowie den Piper Verlag ein, die Lesung an ihrer Universität in Hannover abzuhalten. Die Universität Duisburg Essen (UDE) gab bezüglich dieser Absage eine Meldung heraus, in der Rektor Radtke erklärte: „Für uns ist diese Entscheidung nicht nachvollziehbar und sie darf sich auch nicht wiederholen.“ Die Schulleitung sei über die Maßnahme irritiert, da es bisher von keiner offiziellen Seite aus China Druck gegeben habe, deshalb will Rektor Radtke mit der Leitung des Konfuzius-Instituts ein Gespräch führen. Wissenschaftler der UDE sahen die Entwicklungen in China bereits kritisch an und wollen diese weiterhin beobachten. Die UDE will die Autoren einladen ihre Buchbesprechung mit dem Institut für Ostasienwissenschaften als Gastgeber durchzuführen. Die Lesung in Duisburg fand schließlich am Ostasieninstitut der Universität statt, doch nicht im Konfuzius-Institut der Universität.
Die Universität Bonn wollte im Jahr 2020 aufgrund von Propagandavorwürfen ihren Vertrag mit dem Konfuzius-Institut überprüfen. Das Institut befindet sich in der Universität am Belderberg. Pressesprecher Andreas Archut sagte man denke über eine „mögliche Vertragsergänzung“ nach. Wegen der Vorwürfe, dass das Institut Propaganda für die Ein-China-Politik betreibe, beanstandete die Sinologin Yang, dass die ganze Diskussion etwas scheinheilig sei, da Deutschland die Ein-China-Politik, also dass Tibet und Taiwan zu China gehören, offiziell anerkennen würde. Laut Berichten im November 2021, will die Universität Bonn nun ihre Zusammenarbeit mit dem Konfuzius-Institut ablaufen lassen. Der momentane Vertrag zwischen der Universität und dem Konfuzius-Institut soll bis Herbst 2022 auslaufen.

### Israel
Im Jahr 2008 schlossen Beamte der Universität Tel Aviv eine Studenten-Kunstausstellung über die Verfolgung von Falun Gong in China. Ein Richter des Bezirksgerichts Tel Aviv entschied daraufhin, dass die Universität „die Meinungsfreiheit verletzt und dem Druck der chinesischen Botschaft nachgegeben habe.“ Der Richter stellte fest, dass der Dekan der Studenten „befürchtete, dass die Kunstausstellung die chinesische Unterstützung für das Konfuzius-Institut und andere Bildungsaktivitäten gefährden würde.“

### Kanada
Im Dezember 2013 verabschiedete die Canadian Association of University Teachers (CAUT) eine Resolution, die alle kanadischen Universitäten und Colleges, die derzeit Konfuzius-Institute auf ihrem Universitätsgelände haben, auffordert, dies nicht mehr zu tun und diejenigen, die eine solche Regelung in Betracht ziehen, sie nicht weiter zu verfolgen. Diese Aktion folgte, nachdem die Université de Sherbrooke in Quebec ihr Konfuzius-Institut geschlossen hatte; die University of Manitoba aus Sorge um politische Zensur gegen die Aufnahme eines Instituts stimmte; und die McMaster University ihren Instituts-Vertrag nach einer Menschenrechtsbeschwerde eines Lehrers gekündigt hatte. CAUT-Exekutivdirektor James Turk sagte, dass kanadische Universitäten, die zustimmen, Konfuzius-Institute aufzunehmen, ihre eigene Integrität gefährden, indem sie Hanban erlauben, eine Stimme in akademischen Angelegenheiten, wie Lehrplan, Texten und Themen der Klassendiskussion, zu haben, und diese Einmischung als eine „fundamentale Verletzung der akademischen Freiheit“ beschrieb. Turk beschrieb Konfuzius-Institute als „im Wesentlichen politische Waffen der chinesischen Regierung“, die die freie Diskussion über Themen einschränken, die chinesische Behörden für kontrovers halten, und „keinen Platz auf unseren Universitätsgeländen haben sollten“.
Auf der Sitzung des Toronto District School Board, Kanadas größtem Schulrat, am 19. Juni 2014 stimmten die Kuratoren dafür, die geplante Gründung eines Konfuzius-Instituts im September zu verschieben, um eine Vereinbarung aus dem Jahr 2012 genauer zu prüfen, die Chris Bolton einseitig mit Hanban verhandelt hatte. Am Morgen des Treffens trat Bolton plötzlich zurück und stand für Fragen nicht zur Verfügung. Viele Treuhänder beschwerten sich, dass sie nicht genügend Informationen über die Partnerschaft erhalten hatten, und wurden überrascht von Hunderten E-Mails und Telefonanrufen von Eltern, die gegen Konfuzius-Institute protestierten. Ein Leitartikel in The Globe and Mail erwähnte, dass Bolton „einen erstaunlichen Mangel an Urteilsvermögen zeigte“, und warnte, dass „das Konfuzius-Institut funktioniert nur wenig mehr als ein langer Arm des chinesischen Staates und treibt seine politische Agenda unter dem Deckmantel des einfachen Sprachunterrichts voran.“ Der stellvertretende Generaldirektor des Erziehungsministeriums der Provinz Hunan schickte einen Brief an den Schulrat in Toronto, in dem es hieß: „Wenn das Konfuzius-Institut in Toronto suspendiert wird, würde es einen großen Schaden für das Verhältnis zwischen den beiden Seiten verursachen, was für uns schwer zu akzeptieren ist.“
Am 30. September 2014 beschloss der Planungs- und Prioritätsausschuss des Schulrats Torontos, das Programm des Konfuzius-Instituts zu beenden und die endgültige Entscheidung der Vollversammlung Ende Oktober zu überlassen. Die Vorsitzende des Schulrats Mari Rutka erklärte, sie sei nicht sicher, dass vorwärtszugehen ein guter Zug sei, und sagte: „Es wurden zu viele Bedenken geäußert, ich denke, wir haben wieder die Beispiele einer Reihe anderer Institutionen, die beschlossen haben, nicht weiterzumachen.“ Treuhänder sagten, sie hätten beide Seiten des Arguments gehört und erhielten Druck von sowohl den Elternteilen, die über Chinas Kontrolle der Programme beunruhigt waren, und von chinesischen Beamten, die sie warnten, dass die Auflösung der Partnerschaft den lukrativsten Markt des Schulrats Torontos für gebührenpflichtige internationale Studenten gefährden würde. Das Konfuzius-Institut-Problem war umstritten, es ging um eine Website und Petitionen. Das Komitee hörte von 10 Rednern, eine Hälfte war gegen den Vertrag (darunter ein ehemaliger Chef des Canadian Security Intelligence Service Asien-Pazifik, der davor warnte, dass die Institute ein „Trojanisches Pferd“ seien) und die andere Hälfte war dafür (ein Sprecher der Konföderation der chinesisch-kanadischen Organisationen in Toronto, der sagte, das Thema sei nicht politisch, sondern es gehe um „Kultur und Sprache“). Ein Zeitungsartikel beschrieb Konfuzius-Institute als staatlich unterstützte, staatlich gelenkte Einheiten, die von einem „Einparteienregime kontrolliert werden, das sich kürzlich vom Marxismus-Leninismus zu einer neuen Form des nicht-demokratischen Elitismus mit kleptokratischen Tendenzen entwickelte.“
Auf der Vollversammlung am 30. Oktober 2014 stimmte der Schulrat Torontos mit 20:2 für die Kündigung des Konfuzius-Institut-Vertrags. Treuhänderin Pamela Gough sagte, ihre Sorge sei, dass „das Konfuzius-Institut direkt von der Kommunistischen Partei Chinas kontrolliert wird, und es gibt unwiderlegbare Beweise dafür, dass die Partei ihren Einfluss durch [das Institut] ausübt“. Als Reaktion auf die Ablehnung des Schulrats bezeichnete ein Meinungsleitartikel der staatlichen China Daily die Kritik als „unfair“ und beschuldigte Konfuzius-Institut-Kritiker, „eine tiefe Voreingenommenheit gegen China“ zu haben. David Mulroney, ein ehemaliger kanadischer Botschafter in China, sagte: „Wir sehen wirklich das Ende der Freifahrt der Konfuzius-Institute, besonders in Nordamerika.“

### Portugal
Im Juli 2014 fand in Portugal eine Zensuraktion der internationalen Direktorin des Konfuzius-Instituts Xu Lin gegen Taiwan statt. Bei ihrer Ankunft am 23. Juli 2014 auf einer europäischen Sinologiekonferenz, die teilweise vom Direktor des Konfuzius-Instituts an der Universität Minho, Braga, Portugal, dem internationalen Leiter der Konfuzius-Institute, organisiert wurde, ordnete Xu Lin die Zensur von „wichtigen Seiten“ an, die Verweise auf taiwanesische Institutionen enthielten. Die Seiten enthielten Informationen über die Chiang Ching-kuo-Stiftung für internationalen akademischen Austausch (CCKF), die seit mehr als zwanzig Jahren EACS-Konferenzen gesponsert und finanziert hatte; die von der Taiwan National Central Library organisierte Buchausstellung und Buchspende, die zu einem festen Bestandteil der EACS-Konferenzen geworden sind; die Namen der Buchverleger, die an der Konferenz teilnehmen; die Sponsoren der Konferenz an der Universität Coimbra, wichtige Informationen über Konferenzveranstaltungen in Coimbra und nützliche Informationen über das Confucius-China-Studierprogram.
Am ersten Tag der Jahrestagung der European Association for Chinese Studies (EACS) mit mehreren Hundert Teilnehmern befahl Xu Lin die Programme zu beschlagnahmen. Vier Seiten wurden aus dem Programm herausgerissen, bevor diese am nächsten Tag wieder an die Konferenzteilnehmer ausgeteilt wurden.
Der Präsident des EACS ließ 500 Exemplare der gelöschten Seiten an die Teilnehmer verteilen und gab einen Bericht über den Vorfall heraus. Die US-Online-Universitätsseite Inside Higher Ed zitierte Marshall Sahlins, emeritierter Professor an der Universität von Chicago und führender Kritiker der Konfuzius-Institute, der sagte, dass dieser Vorfall die Bestimmung der Konfuzius-Institute illustriere, dass die Programmierung, die sie finanzieren, den chinesischen Gesetzen entsprechen muss, einschließlich derjenigen, die die Rede einschränken. „Außerdem werden sie diese so durchsetzen, wie sie es in China tun, was nicht so sehr der Fall ist, indem sie vor Gericht gehen ... sondern einfach per Anordnung.“ Der taiwanesische Rat für Festlandangelegenheiten auf Kabinettsebene hat einen Vorwurf wegen des Zensurvorfalls herausgegeben: „Das Festland sollte die Teilnahme Taiwans an internationalen Aktivitäten pragmatisch angehen. Wenn es keinen Respekt voreinander gibt, wird die Entwicklung der Beziehungen zwischen den Querstraßen ernsthaft beeinträchtigt.“
Die Zeitung The Christian Science Monitor berichtete, dass die Zensur mehr Akademiker in den USA, Großbritannien, Kanada und Australien mit den Konfuzius-Instituten verunsichert hat. Eamonn Fingleton meint, dass der vielleicht peinlichste Aspekt des ganzen Braga-Vorfalls darin besteht, dass Peking sich in der „Hot-Button-Frage im Zentrum der gesamten Kontroverse umgekehrt hat. Nachdem die Konfuzius-Institute jahrelang vehement geleugnet haben, dass es irgendeine Art von Zensur-Agenda gibt, hat Peking nun stillschweigend eingeräumt, dass dies falsch war.“
Das Parlamentsmagazin sagte über den Vorfall von Braga, dass die europäische Hochschulbildung unabhängig bleiben und nicht zu einem „Instrument der regelrechten Propaganda der chinesischen Kommunistischen Partei“ gemacht werden sollte.
Im Dezember 2014 interviewte die British Broadcasting Corporation (BBC) Xu Lin in Peking. Während des Interviews fragte der BBC-Reporter John Sudworth nach dem Braga-Vorfall, doch danach erhob Xu Lin Einwände und bestand darauf, dass große Teile des Interviews gelöscht werden sollten. Die BBC lehnte die chinesische Zensurforderung ab. Einer der Punkte, die sie in dem Interview erwähnte, ist, dass Taiwan zu China gehört, und daher haben Außenstehende kein Recht, sich einzumischen. „Xu Lin weigerte sich nicht nur, schwierige Fragen zu beantworten, sie politisierte auch die Konfuzius-Institute und verstärkte den Gedanken, dass sie von Dogmatikern geleitet werden“, kommentierte Gary Rawnsley, Professor für öffentliche Diplomatie an der Aberystwyth University, Wales. Das Wall Street Journal berichtete über Xus BBC-Interview und sagte: „Kritiker haben argumentiert, dass Chinas Konfuzius-Institute eine Bedrohung für die akademische Freiheit in den Vereinigten Staaten, Kanada, Europa und darüber hinaus darstellen. Jetzt hat es die zuständige Pekinger Beamtin bestätigt.“

### Russland
Am 27. Juli 2015 reichte ein Staatsanwalt beim Stadtgericht im Gebiet Blagoweschtschensk Oblast Amur, Russland, eine Beschwerde ein, in der er forderte, dass das Gericht das Konfuzius-Institut der Staatlichen Pädagogischen Universität Blagoweschensk schließen solle, weil es gegen das russische Recht verstoße, weil es nicht als gemeinnützige Organisation registriert sei, und ausländische Lehrer daher keine Rechtsgrundlagen hätten, am Institut zu arbeiten. Die Aussage der Staatsanwaltschaft besagt, dass das Konfuzius-Institut nicht als Teil der Universität, sondern als ausländisches Kulturzentrum registriert werden sollte.

### Skandinavien
Im Dezember 2014 kündigte die Universität Stockholm, die erste Universität in Europa, die ein Konfuzius-Institut beherbergte, die Beendigung des Programms an. Die Berichterstattung in der schwedischen Presse über den Vorfall von Braga soll die Entscheidung beeinflusst haben. „Generell ist es fraglich, im Rahmen der Universität Institute zu haben, die von einem anderen Land finanziert werden“, so der Kanzler der Universität. Keine große Universität in Schweden und Dänemark beherbergt heute ein Konfuzius-Institut.

### Vereinigte Staaten
Die Columbia University erhielt eine Million Dollar an Hanban-Mitteln über einen Zeitraum von fünf Jahren, um ein Konfuzius-Institut zu gründen. Professor Robert Barnett, der Direktor des Modernen Tibetischen Studienprogramms, beschrieb ein „seltsames Schweigen über Tibet und andere sensible Themen, wenn es um Columbia, Wissenschaftler und Gespräche über China geht“. Barnett sagte: „Das Problem ist nicht, dass China sich selbst fördern und dafür bezahlen will, dass Chinesisch gelehrt wird, es geht darum, auf dem Universitätsgelände präsent zu sein und noch viel mehr. Es will in der Fakultät und in den Lehrstühlen präsent sein.“ Lening Liu, Direktor des Konfuzius-Instituts an der Columbia, sagte, es sei „der akademischen Integrität verpflichtet und würde jeden Versuch von Hanban, seine Forschung zu zensieren, ablehnen.“ Andere Akademiker haben sich gefragt, wie Universitäten reagieren sollen, wenn ausländische Regierungen die akademische Freiheit im Ausland einschränken wollen. Seit der Veröffentlichung der Tiananmen-Akte von Professor Andrew J. Nathan an der Columbia University im Jahr 2001 wurden ihm und einigen anderen Fakultätsmitgliedern Visa nach China verweigert, und die chinesische Regierung hat das Auslandsstudienprogramm des Modernen Tibetischen Studienprogramms in Tibet eingestellt.
Über 170 Fakultätsmitglieder der University of Chicago äußerten bei Präsident Robert Zimmer, dass sie gegen die Einrichtung eines Konfuzius-Instituts sowie eines Milton-Friedman-Instituts für Wirtschaftsforschung ohne Zustimmung des Fakultätssenats seien. Die Petition nannte Konfuzius-Institute „eine akademische und politisch zweideutige Initiative“, die von der Volksrepublik China gefördert wird, und sagte, die Universität riskiere ihren eigenen Ruf, um die Verbreitung von Konfuzius-Instituten in den Vereinigten Staaten und auf der ganzen Welt zu „legitimieren“.
Laut einem Artikel des Chronicle of Higher Education im Jahre 2004 soll, seit der Gründung des ersten Konfuzius-Instituts in den Vereinigten Staaten an der University of Maryland, „es keine Beschwerden darüber gegeben haben, dass die Institute der akademischen Freiheit auf amerikanischen Universitätsgeländen im Wege standen“, im gleichen Artikel wird weiterhin erwähnt, dass die Institute „in dem Maße, wie sie von einer ausländischen Regierung finanziert und verwaltet werden, unterschiedlich sind“.
Die Stanford University bot zunächst vier Millionen Dollar an, um ein Konfuzius-Institut zu gründen und eine Professur des Konfuzius-Instituts für Sinologie zu finanzieren, aber Hanban verlangte, dass der Professor keine „heiklen Themen“ diskutieren soll. Nachdem Stanford aus Gründen der akademischen Freiheit ablehnte, akzeptierte Hanban eine uneingeschränkte Schenkung, und die Universität plant, das Geld für eine Professur für klassische chinesische Lyrik zu verwenden. Dekan Richard Saller, der auch der Direktor des Konfuzius-Instituts ist, erklärte, dass Hanban die Stanford-Beziehung zu sehr schätzt, um sie durch Einmischung in die akademische Freiheit zu gefährden.
Im Jahr 2009 hat die North Carolina State University einen geplanten Auftritt des Dalai Lama abgesagt, der auf dem Universitätsgelände in Raleigh sprechen sollte, wobei sie sich auf die Besorgnis über eine chinesische Gegenreaktion und einen Mangel an Zeit und Ressourcen berief. Provost Warwick Arden sagte: „China ist ein wichtiger Handelspartner für North Carolina“, und ein Konfuzius-Institut bietet eine „Gelegenheit für subtilen Druck und Konflikte“. Im Jahr 2010 sprach der Dalai Lama jedoch an der Stanford University und der Miami University (Ohio) – beide Institutionen haben Konfuzius-Institute.
Am 28. März 2012 veranstaltete der Unterausschuss für auswärtige Angelegenheiten des US-Hauses eine Anhörung zum Thema „Der Preis der öffentlichen Diplomatie mit China“, die sich auf die chinesischen Propagandabemühungen in den USA, einschließlich der Konfuzius-Institute auf Universitätsgeländen, konzentrierte. Der Abgeordnete Dana Rohrabacher sagte: „Die beiden Säulen des Status Amerikas als offene Gesellschaft sind Pressefreiheit und akademische Freiheit. Das kommunistische China, das an keine der beiden Arten von Freiheit glaubt oder sie zulässt, nutzt die Möglichkeiten, die Amerika bietet, um sowohl in die privaten Medien als auch in die öffentliche Bildung einzudringen, um seine staatliche Propaganda zu verbreiten.“ Steven W. Mosher bezeugte, „es gab Behauptungen, dass Konfuzius-Institute die akademische Freiheit an den Gastuniversitäten untergraben, Industrie- und Militärspionage betreiben, die Aktivitäten chinesischer Studenten im Ausland überwachen und versuchen, die politische Agenda des chinesischen Parteienstaates zu Themen wie dem Dalai Lama und Tibet, der Unabhängigkeit Taiwans, der pro-demokratischen Bewegung im Ausland und Dissens innerhalb Chinas selbst voranzubringen.“ Als Antwort auf Moshers Aussage argumentierte Rohrabacher: „Es scheint, dass Peking in der Lage ist, seine Kampagne gegen die akademische Freiheit von China nach Amerika auszudehnen, wenn US-Universitäten chinesische Gefälligkeiten und Geld mehr schätzen als Wahrheit und Integrität.“
Das US-Außenministerium hat am 17. Mai 2012 eine Richtlinie herausgegeben, die besagt, dass die chinesischen Professoren an Universitäten mit Konfuzius-Instituten ihre J-1-Visa verletzen, indem sie an Schulen im Vorhochschulbereich unterrichten und bis zum 30. Juni nach China zurückkehren müssen, um ein neues Visum zu beantragen. Darüber hinaus müssten die Institute eine akademische Akkreditierung in den USA erhalten. Als Reaktion darauf sollen Chinesische Beamte Druck auf Washington ausgeübt haben. Am 24. Mai sagte die Sprecherin des Außenministeriums Victoria Nuland, es gebe „ein Durcheinander in der Verarbeitung im Allgemeinen“ und nannte die ursprüngliche Richtlinie „schlampig und unvollständig“. Das Außenministerium sagte, dass es die entsprechenden Visakategorien für chinesische Lehrer einrichten würde, ohne dass diese das Land verlassen und sich erneut bewerben müssten. Die chinesischen Staatsmedien reagierten stark auf die erste Ankündigung. Die Redaktion der Global Times berichtete: „Die Förderung der chinesischen Sprache und Kultur durch die Konfuzius-Institute macht einigen Amerikanern Unbehagen.“ Xu Lin, Leiter der Hanban, sagte auf einer Konfuzius-Institut-Konferenz in Edinburgh: „Die US-Regierung hat unsere Gefühle verletzt, aber die Konfuzius-Institute in ganz Europa haben großartige Arbeit geleistet, vor allem bei der Kulturförderung, was angesichts der reichen Geschichte und Kultur Europas nicht überraschend ist.“
Ende Oktober 2013 veröffentlichte Marshall Sahlins, emeritierter Professor an der University of Chicago, den Artikel „China U: Konfuzius-Institute zensieren politische Diskussionen und behindern den freien Gedankenaustausch. Warum unterstützen amerikanische Universitäten sie dann?“ mit dem Argument, dass Universitäten wie die Universität von Chicago die Führung bei der Annullierung der Vereinbarung übernehmen sollten. Der irische Journalist Eamonn Fingleton schreibt in Forbes: „In einem der skandalösesten Ausverkäufe der Geistesgeschichte akzeptieren immer mehr Universitäten eine Finanzierung durch das Bildungsministerium von Peking.“ Er nennt das Konfuzius-Institutsprogramm einen „chinesischen Mega-Schnitzer“ und sagt, dass vor allem dank Sahlins Führung „das akademische Personal an vielen Universitäten begonnen hat, sich von diesem Phänomen zu befreien.“
Im Jahr 2014 schrieb Professor Sahlins einen Artikel mit dem Titel „Konfuzius-Institute: Akademische Malware“, wegen Vorfälle von akademischem Fehlverhalten in Konfuzius-Instituten, „von praktisch unbemerkt bis öffentlich berüchtigt, beunruhigend häufig sind“. Sahlins sagte gegenüber der Times Higher Education, dass sein Buch nicht eine Art „tollwütigen Antikommunismus eines McCarthyiten oder eines Kalten Krieges“ repräsentiere – wie es die Verteidiger der Konfuzius-Institute behauptet haben, sondern, dass es vielmehr um die Erhaltung der „Werte der akademischen Freiheit und intellektuellen Autonomie gehe, auf denen die Universitäten in den USA und in den meisten Teilen der Welt beruhen.“
Im April 2014 unterzeichneten über 100 Professoren der University of Chicago eine Petition, in der sie sich gegen eine Verlängerung des Konfuzius-Instituts-Vertrags der Universität aussprachen und sagten, dass die Kontrolle der Hanban über die Einstellung und Ausbildung von Lehrkräften „das akademische Programm der Universität den politischen Beschränkungen der Meinungsfreiheit und des Glaubens unterwirft, die spezifisch für die Volksrepublik China sind“. Dali Yang, der Direktor des Konfuzius-Instituts, wies diese Vorwürfe zurück und sagte: „Unser Konfuzius-Institut bietet keine eigenen Kurse an; die Lehrer nehmen am chinesischen Sprachprogramm der Universität von Chicago teil.“ Marshall Sahlins sagte, dass, wenn sich die Universität von Chicago aus den Konfuzius-Instituten zurückzieht, andere Universitäten „zweimal darüber nachdenken werden, ob sie ihre Verträge verlängern.“
Die Medien berichteten ausführlich über diesen Protest der Fakultät der University of Chicago. Der Historiker Bruce Cumings, der die Petition unterzeichnete, bemerkte, dass China kürzlich prominente Fakultätsmitglieder wegen ihrer politischen Ansichten gefeuert hatte, und warnte: „Amerikanische Universitäten sollten kein Geld von Regierungen nehmen, die Professoren inhaftieren und keine akademische Freiheit in ihrem eigenen Land gewähren.“ Anthony C. Yu, emeritierter Professor für Chinesisch, erinnerte sich daran, dass er bei einer großen Versammlung von Konfuzius-Institut-Lehrern, die an amerikanischen Universitäten angestellt waren, gesprochen hatte und dass die meisten keine ausgebildeten Sprachlehrer waren und nur wenige fließend Englisch sprachen. Als die George Washington University 2013 die Einrichtung eines Konfuzius-Instituts ankündigte, unterstützte ein Dekan das Programm, weil auch die University of Chicago eines begonnen hatte, aber nach der jüngsten Petition dort änderte die George Washington den Fakultätskodex, um die akademische Freiheit zu schützen, insbesondere für Professoren, die chinesische Politik studieren, die eine Zensur durch das Konfuzius-Institut befürchten mussten.
Am 25. September 2014 erklärte die Universität von Chicago, dass sie die Verhandlungen zur Verlängerung ihres Konfuzius-Institut-Vertrags ausgesetzt habe, weil „kürzlich veröffentlichte Kommentare über die Universität Chicago in einem Artikel über den Generaldirektor von Hanban mit einer fortgesetzten gleichberechtigten Partnerschaft unvereinbar seien.“ Dies bezog sich auf Xu Lins Interview mit Jiefang Ribao, der offiziellen Zeitung der Kommunistischen Partei in Schanghai. Der Artikel besagt, dass Xu Lin nach der Petition der Fakultät der Universität Chicago einen Brief an den Präsidenten der Universität schrieb und den Vertreter der Universität in Peking (wo die Uni Chicago ein Forschungszentrum hat) anrief, mit nur einer Zeile: „Wenn Ihre Schule sich entscheidet, sich zurückzuziehen, werde ich zustimmen. Ihre Haltung machte die andere Seite ängstlich.“ Die Schule hat schnell geantwortet, dass sie das Konfuzius-Institut weiterführen wird. Hanban Vizedirektor Hu Zhiping antwortete auf die Entscheidung Chicagos mit einer schriftlichen Erklärung: „Hanban findet es schade, dass die Universität von Chicago die öffentliche Erklärung abgegeben hat, bevor sie die Wahrheit herausfand. Da das Konfuzius-Institut ein Kooperationsprogramm ist, können beide Seiten eine Wahl treffen.“ Dali Yang, der Direktor des Chicagoer Konfuzius-Instituts sagte, dass das Institut auch nach Ablauf der aktuellen Fünfjahresvereinbarung am 29. September bestehende Projekte weiter unterstützen werde.
Mehrere Fakultätsmitglieder der Uni Chicago kommentierten über die Konfuzius-Institut-Schließung. Bruce Lincoln, Professor für Religionsgeschichte in Chicago, fasste die langwierigen Verhandlungen zusammen. Die Universitätsadministratoren „vertraten genau die Kernwerte der Institution“, als sie sich gegen ein Konfuzius-Institut auf dem Campus aussprachen, während die chinesischen Beamten „schwerfällig, herablassend und schwierig“ waren. Marshall Sahlins, der den Kampf gegen die Konfuzius-Institute anführte, sagte, der Zeitungsartikel hätte Xu Lin überschwänglich gelobt, und sagte gegenüber The Wall Street Journal: „Sie wussten, dass dies zunächst eine zweifelhafte Operation war. Sie wussten, dass es einen großen Widerstand aus einem wichtigen Teil der Fakultät gab. Und dann, angesichts dessen, hat der Zeitungsbericht einfach nur das Gleichgewicht ausgelöst oder verändert.“
Gary Rawnsley, ein britischer Experte für internationale Kommunikation, sagte, dass Xu Lin keinen schlechteren Zeitpunkt hätte wählen können, „um ihre imaginäre Autorität zu behaupten“, und der Business Spectator kam zu dem Schluss, dass dieses harte Verhalten eines der größten Probleme für Pekings Charme-Offensive darstellt. „Es stützt sich immer noch auf Beamte wie Xu, die immer noch wie Parteiideologen denken und handeln, die gerne ihre Autorität geltend machen und Menschen zur Unterwerfung drangsalieren.“ The Economist nannte Xu Lins Aussage „eine prahlerische Herausforderung“ und sagte, dass Gegner von Konfuzius-Instituten dies als einen Sieg für die akademische Freiheit bezeichnen würden. The Diplomat sagte, dass das aktuelle Konfuzius-Institut-Programm von 465 Instituten stark nach Westen gewichtet ist, 97 davon in den USA, aber nur 95 Institute in ganz Asien. Wenn jedoch die Gegenreaktion im Westen weiter zunimmt, kann die Zahl der Konfuzius-Institute „im Westen ein Plateau bilden, während in anderen Regionen, einschließlich Afrika, dem Nahen Osten und Lateinamerika, noch immenses Wachstumspotenzial besteht“. Die offizielle Zeitung der Kommunistischen Partei, die People’s Daily, reagierte auf die Schließung des Konfuzius-Instituts der Universität Chicago.
Am 1. Oktober 2014 bestätigte die Pennsylvania State University, dass sie ihr Konfuzius-Institut am 13. Dezember 2014 schließen würde, wenn der Vertrag ausläuft, wobei ihr Dekan durch eine schriftliche Erklärung sagte, dass einige der Ziele der Universität „nicht mit denen des Büros des Chinesischen Sprachenrates, bekannt als Hanban, das Konfuzius-Institute auf der ganzen Welt unterstützt, übereinstimmen.“ In einem Interview sagte ein ehemaliger Direktor des Penn-Staat Konfuzius-Instituts, Eric Hayot, er vermute, dass das Institut möglicherweise nicht genug von einer Rendite auf seine Investition geliefert habe. „Ich sage, nach meiner Erfahrung als Instituts-Direktor, dass eine der größten Frustrationen der Beziehung war, dass wir immer ehrgeizigere Ideen hatten, wie die Instituts-Finanzierung genutzt werden könnte“, wie zum Beispiel Forschungsprojekte, die von Penn-State-Professoren zu Themen aus den Bereichen Umwelt, Wissenschaft und Politik vorgeschlagen wurden. Er sagte, dass Hanban regelmäßig solche Vorschläge ablehnte, weil diese „zu weit außerhalb des offiziellen Konfuzius-Institut-Bereiches lagen (was, wie sie uns sagten, hauptsächlich ‘kulturell’ sei).“ „Vieles, was Hanban von uns wollte, machte angesichts unserer Institution, der Fakultätsbevölkerung und der Studentenbevölkerung keinen Sinn“, sagte Professor Hayot, der in diesem Sommer nicht an den Vertragsverhandlungen beteiligt war. Er meinte, wären sie flexibel gewesen, hätte es dem Konfuzius-Institut geholfen, hier erfolgreich zu sein.
Der Telegraph erwähnte, dass Chinas Bemühen, Soft Power zu projizieren, „einen weiteren schweren Rückschlag erlitten hat“, und die Schließungen der Universität Chicago und des Penn Staates stellen einen großen Schlag für Chinas Versuch dar, die von der Regierung finanzierten Institute zu nutzen, um sein Image in der ganzen Welt zu verbessern.
Henry Reichman, Vizepräsident der AAUP und Vorsitzender des Ausschusses, der eine Erklärung herausgab, in der er die Konfuzius-Institute verurteilte, sagte: „Es gibt eindeutig ein wachsendes Gefühl, dass diese akademischen Zentren etwas genauer betrachtet werden müssen ... Ich vermute, dass die Universität Chicago und Penn Staat nicht die Einzigen sein werden, die zu dem Schluss gekommen sind, dass sich eine Beziehung zu diesen Instituten nicht wirklich lohnt.“
Eine Ausgabe der Bloomberg News erwähnte die drei Konfuzius-Institut-Schließungen innerhalb von zwei Wochen und sagte: „Wenn die Institute als heimtückische Vehikel der chinesischen Soft-Power-Indoktrinierung gedacht sind, machen sie schreckliche Arbeit. Tatsächlich scheinen sie dem Ansehen Chinas im Ausland mehr Schaden als Nutzen zuzufügen.“
Am 4. Dezember 2014 hielt der Unterausschuss für auswärtige Angelegenheiten des US-Hauses für Afrika, globale Gesundheit, globale Menschenrechte und internationale Organisationen eine Anhörung mit dem Titel „Ist die akademische Freiheit durch Chinas Einfluss auf US-Universitäten bedroht?“ Der Vorsitzende Chris Smith sagte: „U.S. Colleges und Universitäten sollten die akademische Kontrolle, die Aufsicht über die Fakultät und die Studenten oder den Lehrplan nicht an eine ausländische Regierung auslagern“, und forderte eine Studie des Government Accountability Office über akademische Vereinbarungen zwischen amerikanischen Universitäten und China. Die Aussage von Perry Link, einem chinesischen Studienprofessor an der University of California, Riverside, gab drei politische Empfehlungen: Amerikanische Universitätsadministratoren sollten in ihren Programmen mit China eine Politik des „bewussten Absteckens der breitesten Felder“ verfolgen, die US-Regierung sollte chinesischsprachige Programme in den USA finanzieren, und sollte Visa für Konfuzius-Institut-Ausbilder zurückhalten, solange China weiterhin Visa für amerikanische Wissenschaftler aus politischen Gründen zurückhält. Am Tag nach der Anhörung des Hauses antwortete die Sprecherin des Außenministerium der Volksrepublik China, Hua Chunying: „Alle Konfuzius-Institute in den USA sind da, weil sie von amerikanischen Universitäten aus eigenem Willen beantragt wurden. Wir haben bei der Bereitstellung von Lehrern und Lehrbüchern auf Wunsch der US-Seite geholfen, haben aber nie die akademische Freiheit beeinträchtigt.“
Im August 2018 wurde dem Verteidigungsministerium der Vereinigten Staaten untersagt, nicht länger Konfuzius-Institute an Universitäten in den Vereinigten Staaten zu finanzieren, da diese von der Kommunistischen Partei Chinas unterstützt werden. Als Präsident Trump im August das Verteidigungshaushaltsgesetz für das nächste Geschäftsjahr unterzeichnete, enthielt es eine von Senator Ted Cruz (R-Texas) hinzugefügte Bestimmung, die das Pentagon davon abhalten soll, Gelder für chinesischsprachige Programme zu verwenden, die von Konfuzius-Instituten angeboten werden. Ein Pressesprecher von Senator Cruz sagte gegenüber der Epoch Times, dass Senator Cruz über die ständigen Versuche Chinas amerikanische Universitäten zu infiltrieren beunruhigt sei. Er soll an einer Änderung des Bundesverteidigungsgesetzes (National Defense Authorization Act) gearbeitet haben, die Universitäten verbietet Geld vom Pentagon für Konfuzius-Institute zu verwenden, die das kommunistische Regime Chinas als Propagandawaffen in amerikanischen Universitäten benutze.
Laut eines Berichts der National Association of Scholars (Nationale Vereinigung Gelehrter) sollen seit April 2017 Konfuzius-Klassenprogramme in über 500 Grund- und weiterführenden Schulen in USA verbreitet haben.
The Washington Free Beacon erwähnte im März 2018 unter anderem, dass „Die Kommunistische Partei Chinas hat diese Taktik genutzt, um pro-chinesische Standpunkte zu belohnen und westliche akademische Publikationen und Konferenzen zur Selbstzensur zu zwingen. Die KPCh verweigert Akademikern, die das Regime kritisieren, oft Visa und ermutigt viele chinesische Wissenschaftler, sich präventiv selbst zu zensieren, damit sie den Zugang zu dem Land, von dem ihre Forschung abhängt, beibehalten können“.
Senator Marco Rubio (R-Fla.) schickte im Februar einen Brief an fünf Schulen in Florida, in dem er sie aufforderte, die Verbindung zum Konfuzius-Institut zu beenden. „Ich bin nach wie vor tief besorgt über die Verbreitung von Konfuzius-Instituten und Konfuzius-Klassenzimmern in den Vereinigten Staaten“, schrieb Rubio. „Angesichts der aggressiven Kampagne Chinas, amerikanische Klassenzimmer zu infiltrieren, freie Ermittlungen zu ersticken und die freie Meinungsäußerung im In- und Ausland zu untergraben, fordere ich Sie respektvoll auf, die Kündigung Ihrer Vereinbarung mit dem Konfuzius-Institut in Erwägung zu ziehen.“

## Konfuzius-Klassenzimmerprogramme
Das Konfuzius-Klassenzimmerprogramm arbeitet mit lokalen Sekundarschulen oder Schulbezirken zusammen, um Lehrer und Unterrichtsmaterialien zur Verfügung zu stellen.

### Vereinigtes Königreich
Kampagnengruppen äußerten Bedenken bezüglich der Konfuzius-Klassenzimmer in Großbritannien im Jahr 2015. Isabel Hilton, eine Rundfunksprecherin und Autorin, deren eigene Arbeit vom Konfuzius-Institut zensiert wurde, sagte: „Staatliches Kontrollunternehmen in China in der Kulturvermittlung ist nicht wirklich erlaubt. Wenn dies in unseren Schulen geschieht, wo die Menschen nicht wissen, dass sich die Chinesen in unser Bildungssystem einkaufen, sollten wir ernsthafte Fragen stellen, ob das gut ist.“ Die Kampagnengruppe Free Tibet behauptete, dass die Lektionen durch „eine Regierung, die freie Meinungsäußerung innerhalb ihrer eigenen Grenzen unterdrückt und die für weitverbreitete Menschenrechtsverletzungen verantwortlich ist, bestimmte Begriffe effektiv begrenzt werden“. Die Gruppe äußerte auch Bedenken, dass Geld von der chinesischen Regierung ohne „ordnungsgemäße, demokratische Kontrolle“ angenommen worden sei.
Medienberichten zufolge soll die Menschenrechtskommission der Konservativen Partei Großbritanniens eine Untersuchung der Konfuzius-Institute eingeleitet haben. Benedict Rogers, der stellvertretende Vorsitzende der Kommission sagte: „Wenn es nur um Sprachunterricht und Kulturförderung ginge, würde das jeder begrüßen, doch die Tatsache, dass sie die Propaganda der Kommunistischen Partei benutzen, und die Tatsache, dass sie in Universitäten eingebettet sind und die akademischen Freiheiten der Universitäten beeinflussen, ist besonders beunruhigend.“

### Vereinigte Staaten
In einem Fall stieß der Einheitliche Schulbezirksbildungsausschuss Hacienda La Puente auf starken Widerstand der Gemeinschaft gegen die Einrichtung eines Konfuzius-Klassenzimmers an der Cedarlane Mittelschule in Hacienda Heights, die „eine starke hispanoamerikanerische Gemeinschaft mit einem mehrheitlich chinesischen Schulrat“ ist. Ein Leitartikel der Zeitung San Gabriel Valley Tribune verglich dieses Konfuzius-Institut-Programm „mit der Bitte an Hugo Chavez, seine Kader zu schicken, um den kleinen amerikanischen Kindern Ökonomie beizubringen.“ Die Geschichtslehrerin Jane Shults beschrieb die Kritik an den Konfuzius-Klassenzimmern als „jingoistisch, fremdenfeindlich, nicht allzu rational und es sind wirklich Schatten der McCarthy-Ära.“ Ein Mitglied der Schulbehörde der Hacienda La Puente, Norman Hsu sagte, dass es sich nicht lohne, das Thema voranzutreiben, da der Lehrer ohne kalifornische Referenzen ohnehin nicht als vollwertiger Lehrer arbeiten dürfe. Ein weiteres Vorstandsmitglied, Jay Chen, charakterisierte die Gegner des Konfuzius-Klassenzimmers: „Was sie alle gemeinsam haben, außer dass sie keine Kinder im Bezirk haben (viele leben nicht einmal im Bezirk), sind unerschütterliche Anschuldigungen, dass der Schulrat versucht, den Kommunismus im Klassenzimmer zu fördern“. Chen kam zu dem Schluss, dass der fremdenfeindliche Antisinoismus bei der Hacienda La Puente zu Meinungsverschiedenheiten führte. Nicholas J. Cull, Professor für öffentliche Diplomatie der University of Southern California, sagte: „Ich bin sicher, dass dies ein Standardstreit werden wird. Die Menschen in Amerika sind sehr misstrauisch gegenüber Ideen von außen.“
Der öffentliche Schulbezirk des Landkreises Bibb, zu dem auch Macon (Georgia) gehört, schrieb vor, dass Mandarin-Chinesisch für jeden Schüler ein Pflichtthema werden sollte. Obwohl der Superintendent die Vereinbarung des Konfuzius-Klassenzimmers, die chinesischen Sprachlehrer zu beliefern, als „Win-Win für alle“ bezeichnete, waren einige Eltern kritisch. Einige fürchteten ein „kommunistisches Regime, das seine geopolitische Agenda auf ihre Kinder ausdehnt“, aber die meisten hatten praktische Bedenken, wie z. B. ob lokale Studenten nicht mehr davon profitieren würden, Spanisch als Chinesisch als Fremdsprache zu lernen.
David Coleman, Präsident des College Board kündigte Pläne mit Hanban an, Konfuzius Klassenzimmer in 20 Schulbezirken in den USA zu eröffnen.

## Einstellungspolitik
Im Jahr 2011 erklärte die auf Hanbans Website veröffentlichte Einstellungspolitik, dass Kandidaten für Lehraufträge „zwischen 22 und 60 Jahre alt, körperlich und geistig gesund, keine Aufzeichnungen über die Teilnahme an Falun Gong und anderen illegalen Organisationen und kein Strafregister“ haben sollen. Hanban-Vertreter in Nordamerika verteidigten die Politik und erklärten, dass die Konfuzius-Institute dem chinesischen Recht folgen müssen. Der stellvertretende Direktor des Konfuzius-Instituts an der Pace-Universität in New York schlug ebenfalls vor, dass die chinesische Regierung „das Recht habe“, Falun-Gong-Anhängern das ehrenamtliche Lehren zu verbieten.
Im Jahr 2012 berichtete The Globe and Mail, dass Sonia Zhao ihre Lehrtätigkeit am Konfuzius-Institut der McMaster University in Hamilton, Ontario, aufgab und aufgrund religiöser Diskriminierung politisches Asyl in Kanada ersuchte. In einer Beschwerde vor dem Menschenrechtstribunal von Ontario erklärte Frau Zhao, sie sei gezwungen, ihren Glauben an die spirituelle Bewegung Falun Gong zu verbergen, die die chinesische Regierung einen illegalen „bösen Kult“ nennt, und argumentierte, dass McMaster „die Diskriminierung legitimiert“. Sie erzählte einer Interviewerin, dass ihr während ihrer Konfuzius-Instituts-Ausbildung in Peking gesagt wurde, wenn Studenten nach Tibet oder anderen sensiblen Themen fragten: „Sprechen Sie nicht darüber. Wenn der Student darauf besteht, versuchen Sie einfach, das Thema zu wechseln oder sagen sie etwas, was die Kommunistische Partei Chinas bevorzugen würde.“ Andrea Farquhar, McMasters stellvertretende Vizepräsidentin für öffentliche und Regierungsangelegenheiten, sagte, dass die Universität „nach Klarheit“ von ihren chinesischen Partnern über Aspekte ihrer Vereinbarung, insbesondere über Einstellungspraktiken, ersuche. Frau Farquhar, die dem Konfuzius-Institut auf dem Universitätsgelände seinen Namen verliehen hatte, sagte, dass McMaster darauf bestehe, dass die kanadischen Gesetze und Erwartungen respektiert werden. Im Jahr 2013 kündigte die McMaster-Universität an, ihr Konfuzius-Institut zu schließen. Andrea Farquhar erklärte, dass nach monatelangen Bemühungen, ihre fünfjährige Partnerschaft mit Hanban zu retten, „wir uns unwohl fühlen und es nicht die Art und Weise widerspiegelt, wie die Universität einstellen würde“, und erklärte, dass McMasters chinesische Partner mit einem Brief antworteten, der „etwas Enttäuschung“ ausdrückte. Frau Zhao, eine chinesische Staatsbürgerin, hat inzwischen den Flüchtlingsstatus in Kanada erhalten.

## Schließungen
Während viele Universitäten (wie die University of Pennsylvania und die University of Manitoba) Hanban-Angebote für die Aufnahme von Konfuzius-Instituten abgelehnt haben, haben einige Gastuniversitäten beschlossen, ihre fünfjährigen erneuerbaren Verträge mit Konfuzius-Instituten zu kündigen: eine japanische Universität im Jahr 2010, eine französische und zwei kanadische im Jahr 2013, eine kanadische, eine schwedische und zwei amerikanische Universitäten im Jahr 2014 und eine deutsche Universität im Jahr 2015. In Bezug auf die jüngsten internationalen Schließungen von Konfuzius-Instituten, wurde in einem Artikel vom Juli 2015 im The Diplomat erwähnt, dass, obwohl Nationen wie Japan weiche Macht benutzen, um positive Bilder von sich selbst, um des politischen Profits willen, zu fördern, benutzt China weiche Macht für Lügen und Zensur, aber die Welt „durchschaut ihren Betrug“.

### Dänemark
Die Copenhagen Business School in Frederiksberg, Dänemark trennte sich 2017 vom Konfuzius-Institut.

### Deutschland
Die Stuttgarter Hochschule der Medien und die Universität Hohenheim (2015). Im Jahr 2014 unterzeichnete Hanban einen Vertrag mit der Hochschule der Medien in Stuttgart und der Universität Hohenheim zur Eröffnung eines Konfuzius-Instituts in Stuttgart, doch im Juni 2015 gaben die Universitäten den Plan auf. Ein Sprecher begründete die Entscheidung, die notwendige Unterstützung für das Konfuzius-Institut nicht gefunden zu haben. Dennoch wurde in einer Pressemitteilung des Netzwerkes Students for a Free Tibet erwähnt, dass ihre Kampagne „Say No to Confucius Institutes“ (sagt Nein zu Konfuzius-Instituten) gegen den Stuttgarter Plan erfolgreich gewesen sei, und erklärte einen Sieg für demokratische Werte und akademische Freiheit weltweit.
Die Universität Düsseldorf stoppte im Januar 2020 die Kooperation mit dem Konfuzius-Institut wegen Propaganda-Verdachts.
Die Universität Hamburg will ihre Zusammenarbeit mit dem Konfuzius Institut mit Wirkung zum 31. Dezember 2020 beenden. Laut der Welt sei der Grund für die Schließung, dass das Universitäts-Präsidium das Risiko der Beeinflussung und des Wissensabflusses „nicht länger eingehen“ wolle.
Als Reaktion auf Sanktionen durch die EU gegen Menschenrechtsverletzer aus China verhängte Chinas Regierung im März 2021 Sanktionen gegen mehrere Wissenschaftler in ganz Europa. Deshalb hat die Universität Trier entschlossen, Aktionen und Programme des ihnen angeschlossenen Konfuzius-Instituts vorläufig einzustellen. Sebastian Heilmann, Chinaforscher Europas ist an der Universität Trier tätig. Er hat dort den Lehrstuhl für Politik und Wissenschaft Chinas und war davor Leiter des Mercator Instituts für Chinastudien (MERICS) in Berlin. Die Sanktionen von China betrifft auch MERICS.
Berichten zufolge wirft China MERIC vor sie hätten böswillige Lügen und Desinformationen verbreitet und deshalb habe China Sanktionen gegen Betroffene und deren Familien verhängt, diese dürfen weder nach China, Hongkong oder Macau reisen und keine Geschäfte dort betreiben. Dies sei der Grund, warum die Universität in Trier bis auf Weiteres alle Aktionen des Konfuzius-Instituts eingestellt hat, und will dadurch die betroffenen Personen unterstützen, denn „Freiheit von Forschung und Lehre ist ein hohes Gut.“ Michael Jäckel, Präsident der Universität Trier bestätigte gegenüber der Epoch Times, dass die Universität Trier eng mit Metrics verbunden sei.
Die Hessische Niedersächsische Allgemeine (HNA) berichtete am 3. Juli 2021, dass der Stadtverband der Jungen Union in Göttingen sich dafür einsetzt, dass die Leibniz-Universität Hannover und die Georg-August-Universität Göttingen nicht länger mit dem Konfuzius-Institut zusammenarbeiten, da diese Institute unter direkter Kontrolle der Kommunistischen Partei Chinas stehen. Die Junge Union begründet diese Forderung damit, dass Peking diese Institute benutzt, um die totalitäre Ideologie der kommunistischen Partei in den Universitäten zu propagieren und so einen schädlichen Einfluss auf die Studenten hätte.

### Finnland
Die Universität Helsinki, in dem sich seit 2007 das Konfuzius-Institut befindet, hat beschlossen, den Vertrag mit dem Institut zu beenden. Einer der Gründe soll sein, weil das Konfuzius-Institut in Helsinki vor zwei Jahren versuchte Diskussionen über Tibet zu verhindern. Die Vizerektorin Hanna Snellman erklärte am 18. Juni 2022 gegenüber dem finnischen Fernsehsender YLE: „Wir wollen jedoch unsere eigenen Lehrer und Lehrerinnen auswählen und sie selbst einstellen. Außerdem wollen wir, dass der Chinesischunterricht auf der Grundlage von Forschungsergebnissen stattfindet.“  Vizerektorin Snellman erklärte weiterhin, dass Peking das Programm gerne weiter finanziert hätte: „Sie fragten uns, ob wir über eine Fortführung verhandeln würden. Wir haben abgelehnt“, so Snellman.

### Frankreich
Am 24. September 2013 schloss die französische Universität Lyon ihr 2009 gegründetes Konfuzius-Institut an der Universität Lyon II und der Universität Lyon III. Gregory B. Lee, Vorstandsvorsitzender der Konfuzius-Institute, sagte, dass ihr Direktor „seine Anweisungen direkt aus Peking entgegennimmt“ und „den Inhalt unserer Kurse infrage stellte“. Weitere Schließungen waren die Toulouse 1 University Capitole in Toulouse (2017) und die West Paris Nanterre La Defense University in Nanterre (2018).

### Kanada
Am 7. Februar 2013 kündigte die kanadische McMaster University ihren Konfuzius-Institut-Vertrag wegen der Menschenrechtsklage eines Dozenten und der mangelnden Kontrolle der Universität über die Einstellung von Instituts-Mitarbeitern. Hanban antwortete mit einem Brief, in dem sie „etwas Enttäuschung“ ausdrückten. Im Jahr davor hatte die Chinesin Sonia Zhao ihre Lehrtätigkeit am McMaster Konfuzius-Institut beendet und aufgrund religiöser Diskriminierung politisches Asyl in Kanada ersucht. Frau Zhao reichte eine Beschwerde beim Menschenrechts-Tribunal von Ontario ein und erklärte, dass McMaster „Diskriminierung legitimiert“, weil sie gezwungen war, ihren Glauben an die spirituelle Falun-Gong-Bewegung zu verbergen, für den sie von Hanban gefeuert werden würde. Die Universität bestand darauf, dass das Konfuzius-Institut die kanadischen Gesetze und Erwartungen bezüglich der Einstellungs- und Entlassungspraktiken respektiert.
Am 31. Dezember 2013 schloss die kanadische Université de Sherbrooke (Universität Sherbrooke) in Quebec ihr Konfuzius-Institut nach monatelangen gescheiterten Verhandlungen und sagte, dass die Hanban-Vereinbarung nicht mehr den internationalen Plänen der Universität entsprach. Am 17. Dezember 2013 verabschiedete die Canadian Association of University Teachers (CAUT) eine Resolution, in der sie alle kanadischen Universitäten und Colleges, die derzeit Konfuzius-Institute auf ihrem Universitätsgelände hatten, aufforderte, dies nicht mehr zu tun, und diejenigen, die solche Vereinbarungen in Erwägung ziehen, sie nicht weiter zu verfolgen. Von den sechs kanadischen Universitäten, die dem CAUT-Antworten schickten, sagte nur die Université de Sherbrooke, dass sie sich vom Konfuzius-Institut trennen würde.
Das Dawson College in Montreal, das 2007 gemeinsam mit der Université de Sherbrooke das Konfuzius-Institut in Quebec gründete, entschied sich für die Fortsetzung des Instituts. Agenten des Canadian Security Intelligence Service interviewten Meng Rong, Direktorin des Konfuzius-Instituts in Quebec, zeigten ihr eine Liste mit Namen und fragten, ob sie jemanden identifizieren könne. Meng sagte einem Interviewer, die Konfuzius-Institute haben „nichts mit Politik oder Spionage zu tun“.
Am 30. Oktober 2014 beschloss das Bezirksschulrat Torontos, der öffentliche Schulen mit 232.000 Schülern betreut, ihren Konfuzius-Institut-Vertrag zu kündigen. Treuhänderin Pamela Gough sagte, es sei klar, dass „diese Partnerschaft nicht mit dem Bezirksschulrat Toronto und den Werten der Gemeinschaft übereinstimmt und ihre Fortsetzung nicht angemessen ist.“
Laut Recherchen des Fernsehsenders NTD TV wurde 2019 das Konfuzius-Institut am Institut für Technologie in Britisch-Kolumbien geschlossen. Ein weiteres wurde 2020 an der Brock University in Kanada geschlossen. New Brunswick beabsichtigt, 2022 seine Zusammenarbeit mit den Konfuzius-Instituten auslaufen zu lassen, wenn der derzeitige Vertrag ausläuft. Die Bezirksschulbehörde in Toronto hat beschlossen, seine Partnerschaft mit den Konfuzius-Instituten im Jahr 2024 zu beenden.

### Niederlande
Die Universität Leiden in Leiden und Den Haag (2019).

### Schweden
Am 20. Dezember 2014 gab die Universität Stockholm, Schweden, bekannt, dass das Stockholmer Konfuzius-Institut bis Ende Juni 2015 geschlossen wird. Nach Ansicht des Vizekanzlers der Universität Stockholm entsprechen die neuen Verträge für die Konfuzius-Institute nicht der Art und Weise, wie die schwedischen Universitäten geführt werden.
Astrid Söderbergh Widding, Vizekanzlerin der Universität Stockholm, sagte der schwedischen Tageszeitung Dagens Nyheter, dass das 2005 gegründete Konfuzius-Institut, seine Nützlichkeit überdauert habe, da die Universität unabhängig Verbindungen nach China erzielt hatte. Sie erwähnte auch die Notwendigkeit einer finanziellen Autonomie. „Generell ist es fraglich, im Rahmen der Universität Institute zu haben, die von einem anderen Land finanziert werden“, sagte Widding.
2015 wurde das Konfuzius-Institute an der Universität Karlstad und Technische Hochschule Blekinge geschlossen.
Laut Berichten der britischen Zeitung The Times hat Schweden alle Konfuzius-Institute geschlossen. Damit soll Schweden der erste europäische Staat sein, der 2020 alle seine Konfuzius-Institute geschlossen hat. Grund für diese Schließungen sollen die sich verschlechterten Beziehungen zwischen Schweden und der KP Chinas sein.
Björn Jerdén sagte gegenüber The Times: „Das Ende der Konfuzius-Programme ist Teil einer umfassenderen Verhärtung der schwedischen Haltung gegenüber China. Die öffentliche Meinung über China ist in Schweden sehr viel negativer geworden. Dies ist ziemlich bedeutsam, da Schweden früher eines der aktivsten Länder in Europa war, was die Anzahl dieser Abkommen betrifft“. Jerdén leitet das Asienprogramm am schwedischen Institut für Internationale Angelegenheiten in Stockholm.
Expressen berichtete, dass die Angriffe des chinesischen Botschafters auf schwedische Medien völlig inakzeptabel seien und dass Schweden auch wachsamer gegenüber den derzeit unternommenen Einflussversuchen sein müsse. Wissenschaftler meinen, dass sich die Selbstzensur in westlichen Universitäten ausbreitet, wenn es um kritische Fragen bezüglich des kommunistischen Regimes Chinas geht.

### Schweiz
Der Schweizer Radiosender srf.ch berichtete am 14. April 2020, dass die Universität Basel beschloss, ihr Konfuzius-Institut zu schließen. Das Institut war 2013 gegründet worden und schließt nun nach sieben Jahren seine Türen. Dies sei eine Kooperation zwischen der Universität Basel und der Schanghaier Universität gewesen. Grund für die Schließung sei, dass die Konfuzius-Institute weltweit immer mehr unter Druck stehen, da viele befürchten, dass China durch diese Institute andere Länder beeinflussen oder sogar spionieren will.
Hans Roth, der Präsident des Konfuzius-Institutes der Universität in Basel, meinte, dass ein Einfluss seitens der Kommunistischen Partei Chinas nicht der Grund für die Schließung sei. Er sagte gegenüber dem Radiosender srf.ch: „Dies ist in Basel nie der Fall gewesen.“ Doch sei die Zusammenarbeit in den vergangenen Jahren immer schwieriger geworden. „Wir haben von chinesischer Seite gespürt, dass sich das Angebot auf die Vermittlung der Sprache fokussieren soll“, sagt Roth weiter. Doch der Bedarf nach reiner Sprachvermittlung existiere in Basel nicht, da es viele andere Angebote gäbe. Deshalb habe der Vereinsvorstand entschieden, das Programm einzustellen, so Roth.
Der Tagesanzeiger berichtete im Dezember 2019, dass der Leiter des Genfer Institutes gegenüber der SonntagsZeitung gesagt habe, dass sie keine Propagandamittel Pekings seien: „Mir hat noch niemand einen Maulkorb verpasst.“ Der Universitätssprecher Marco Cattaneo meinte, dass das chinesische Regime nie direkt interveniert habe und die Studenten könnten über heikle Themen sprechen, wie Tibet, Tiananmen-Platz und die Situation in Hongkong.
Doch sei die Situation in Basel etwas anders. Qi Zhu-Ammann, die Geschäftsführerin des Konfuzius-Instituts in Basel, sagte im Mai 2018 gegenüber dem Tagesanzeiger, dass der chinesische Botschafter Geng Wenbing vorgeschrieben hätte, dass nicht über aktuelle Politik und Wirtschaft gesprochen werden soll. „Das Institut solle sich auf die Aufgabe der Vermittlung chinesischer Sprache und Kultur konzentrieren“, so sei die Richtlinie des Botschafters. „Heute werden auch die Projektfinanzierungen der chinesischen Seite stärker kontrolliert“, sagt Zhu-Ammann. Deshalb würden in Basel Sprachkurse und Vorlesungen zu harmlosen Gesprächsthemen wie chinesischer Musik behandelt.
„Es ist wohl kein Zufall, dass der chinesische Botschafter in Basel interveniert hat“, sagt Wolfgang Behr, Sinologie-Professor an der Universität Zürich. „Im Zuge der seit 2015 unter Staatschef Xi Jinping verschärften Parteiideologie kontrolliert Peking viel genauer, dass niemand öffentlich über politisch heikle Themen spricht“, so Behr. Diese politisch heiklen Themen seien die „drei T“: Tiananmen, Tibet und Taiwan. Doch fallen darunter ebenfalls Themen über die Umerziehungslager für Uiguren in Xinjiang oder die Demonstrationen in Hongkong.

### Vereinigte Staaten von Amerika
Am 25. September 2014 suspendierte die University of Chicago die langwierigen Verhandlungen zur Verlängerung ihres Vertrages mit dem Konfuzius-Institut und zitierte die überheblichen Forderungen der Generaldirektorin Xu Lin in der offiziellen kommunistischen Tageszeitung Jiefang Daily, dass sie der Universität mit einem Satz davor Angst gemacht hätte abzusagen. Der Satz lautete: „Wenn Ihre Schule sich entscheidet, sich zurückzuziehen, werde ich zustimmen.“
Am 1. Oktober 2014 gab die Pennsylvania State University bekannt, dass sie Ende des Jahres, wenn der Vertrag ausläuft, die Unterbringung eines Konfuzius-Instituts einstellen wird. Der Sprecher der Universität sagte, dass ihre Ziele nicht mit denen Hanbans oder des Office of Chinese Languages Council International (Büro des Chinesischen Sprachenrates International) übereinstimmen.
Die Tulane University in New Orleans, Louisiana schloss im Jahr 2013 eine Vereinbarung mit der East China Normal University, um ein Konfuzius-Institut zu gründen. 2017 wurde das Institut geschlossen.
Im Dezember 2018 gab die University of Michigan bekannt, dass sie bis Mitte 2019 kein Konfuzius-Institut mehr beherbergen wird, wenn die Partnerschaft mit Hanban im Juni 2019 ablaufen wird.
Weitere Universitäten, die sich vom Konfuzius-Institut trennten: die Pfeiffer University in Charlotte, North Carolina (2016); die University of Illinois in Urbana und Champaign (2017); die University of West Florida in Pensacola, Florida (2018); das Texas A&M University System (2018); Prairie View A&M University in Texas (2018); die University of Iowa (2018); die University of North Florida in Jacksonville, Florida (2018); die North Carolina State University in Raleigh (2018); die University of Rhode Island in Kingston (2018); die University of South Florida in Tampa (Florida) (2018); die University of Massachusetts in Boston (2019); die University of Minnesota in Minneapolis (2019); die Indiana University in Bloomington (Indiana) (2019); die Western Kentucky University in Bowling Green (2019); die University of Oregon in Eugene (Oregon) (2019); die San Francisco State University (2019); die University of Hawaii at Mānoa in Honolulu (2019).
Laut Berichten des Miami Herald, der South China Morning Post und Politico im September 2019 beschloss der Stiftungsrat des Miami Dade Colleges sich von dem Konfuzius-Institut zu trennen. Einer der Gründe sei der Rückgang der Einschreibungen für das Programm. Ein weiterer Grund sei laut Kurator Felipe: „MDC und alle Schulen sollten für akademische Freiheit und Unabhängigkeit stehen, und das bedeutet, dass man nicht mit einer Institution zusammenarbeiten kann, sobald man weiß, dass sie ihre eigenen Akademiker verfolgt“, schrieb Felipe in einer E-Mail an den Miami Herald. Senator Marco Rubio lobte das Miami Dade College dafür, dass es sich vom Institut trennte. Er hatte vor 18 Monaten das College aufgefordert, das Institut zu schließen, da es kritisiert wurde, Schulen in den USA zu beeinflussen und die Geschichte Chinas falsch dargestellt haben soll.
Die University of Maryland kündigte am 17. Januar 2020 an, dass sie ihr Konfuzius-Institut der Bundesverordnung entsprechend noch in diesem Jahr schließen wird. Bei diesem Konfuzius-Institut handelte es sich um das erste seiner Art, das 2004 in den USA gegründet wurde.
Auch die Universität von Missouri gab die für August 2020 geplante Schließung ihres Konfuzius-Instituts bekannt. In den vergangenen zwei Jahren wurden fast 20 Konfuzius-Institute in den Vereinigten Staaten geschlossen.
Berichten zufolge gab die Tufts University in Medford und Somerville, Vororte von Boston, Massachusetts, im März 2021 bekannt, dass sie im September 2021 den Vertrag mit dem Konfuzius-Institut nicht verlängern wird. Dies geschah aufgrund von umfangreichem Einsatz durch verschiedene Organisationen in Boston, wie die Tibetische Vereinigung, Studenten für ein Freies Tibet, Uiguren, Hongkonger sowie taiwanesische und chinesische Gemeindemitglieder.
Das Konfuzius-Institut an der Tufts-Universität wurde im Jahr 2015 gegründet. Die Entscheidung das Institut zu schließen erfolgt nach einem 13 Wochen langen Protest gegen das Programm des Institutes, welches momentan das einzige chinesischsprachige Programm in Massachusetts ist, das von der Kommunistischen Partei Chinas (KPCh) gesponsert wird.